# 臺中市市區公車
臺中市市區公車（或稱臺中市公車）其主管機關為臺中市政府交通局公共運輸科。目前營運路線數共計251條（不含區間車、副線等）。

## 營運業者
臺中市市區公車目前總共由17家客運業者營運：
現有參與業者：
- 台中客運〈1958年1月1日－至今〉
- 統聯客運〈2002年8月1日－至今〉
- 巨業交通〈公路客運：1974年－2019年6月13日；臺中市公車：2004年3月1日－至今〉
- 全航客運〈2004年3月20日－至今〉
- 豐原客運〈2010年1月1日－至今〉
- 東南客運〈2011年11月1日－至今〉
- 苗栗客運〈2012年12月10日－至今〉
- 中台灣客運〈2012年12月27日－至今〉
- 和欣客運〈2011年1月1日－2012年2月29日，2013年3月1日－至今〉
- 中鹿客運〈2016年10月1日－至今〉
- 總達客運〈2017年3月7日－至今〉
- 國光客運〈2017年5月26日－至今〉
- 建明客運〈2018年11月1日－至今〉
- 梨山社區發展協會〈2021年12月－至今〉
- 睿奕交通〈2023年09月16日－至今〉
- 台灣大車隊〈－至今〉
- 怡美車隊〈－至今〉

已退出業者：
- 阿羅哈客運〈2009年3月10日－2013年2月28日〉
- 臺中快捷巴士公司〈2014年7月27日－2016年6月30日〉
- 彰化客運〈2009年1月1日－2018年7月31日〉
- 南投客運〈2014年9月1日－2020年10月31日〉
- 豐榮客運〈2012年10月1日－2023年3月31日〉
- 仁友客運〈1976年12月31日－2023年4月30日〉
- 四方客運〈2016年4月30日－2023年10月31日〉
- 捷順交通〈2016年4月30日－2023年12月22日〉

## 歷史
1958－2000年
- 1958年1月1日：台中客運成立，受臺中市政府委託承辦市區公車業務，是臺中市市區公車最早營運的業者。
- 1958年2月18日：臺中市市區公車正式營運。
- 1976年12月31日：仁友客運成立。

2001－2005年
- 2002年8月1日：第一期高潛力公車（棕線71、綠線72、藍線73、黃線75、橘線77、紅線79路）通車。
- 2003年2月1日：高潛力公車開始收費。
- 2003年8月1日：實施分段計費，每段公車票價十三元。
- 2003年10月15日：台中客運因勞資糾紛，發生連續22天罷工事件。
- 2004年1月1日：市區客運以1至2位數編碼、公路客運以3位數編碼；高潛力路線、Easy Bus及Free Bus亦給予二位數新編號（Easy Bus編號12路、Free Bus無編號）。台中客運大雅線編號改為105路、109路與129路、22路改為88路。且有部分路線原編號加上100，成為公路客運（131、132、136、138、142、145、146、147、152、163）。另外市區公車135路（僑光技術學院－中山醫學院），配合路線整併計畫，變更路號為35路。
- 2004年3月1日：第二期高潛力公車（33、60、68、70、81、89路）通車。
- 2004年3月20日：第二期高潛力公車（5路）通車，全航客運加入營運。
- 2004年8月4日：臺中e卡通系統舉行啟用儀式。
- 2004年8月16日：臺中e卡通開始適用於臺中市市區公車路線。
- 2004年8月23日：統聯客運83路（干城─東海別墅）通車。
- 2004年9月1日：統聯客運81路變更行駛區間為（台中車站－僑光學院），路線將直行公益路，再右轉黎明路，其後由青海路、逢甲路、福星路至僑光學院。巨業交通68路原太原車站端點延駛至中台醫護學院，並有十個班次行駛進入中科園區。
- 2004年11月1日：第二期高潛力公車（66路）通車。統聯客運83路及台中客運88路延駛至新民高中。
- 2005年3月1日：統聯客運83路增闢區間車83區（朝馬─新民高中）。台中客運33路原中興大學端點延駛至台中高工。仁友客運20路變更行駛區間為（大坑圓環─中國醫藥學院）。
- 2005年4月1日：台中客運70路原民航站（現中清同榮路口站）端點延駛至綠川東站（台中車站）。
- 2005年5月1日：台中客運27路原啟聰學校端點延駛至嶺東學院。
- 2005年5月17日：贈送臺中e卡通給設籍在臺中市的學生，範圍從國小四年級至高中。
- 2005年6月1日：改採里程計費。展開一個月的臺中e卡通市區公車免費優惠。
- 2005年7月1日：臺中e卡通適用範圍擴大至10家客運業者。
- 2005年9月1日：台中客運105路、145路整併為9路（綠川東站─忠義村/CCK，現為6路）。
- 2005年11月21日：配合台灣高鐵通車，台中客運69路（高鐵臺中站－臺中航空站）；統聯客運85路（高鐵臺中站－中臺科技大學）開始營運。

2006－2010年
- 2006年6月26日：台中客運34路（綠川東站─陸光九村）因部分路段與14路（綠川東站─東寶社區）相同，故整併停駛；仁友客運6、10、36、38路停駛。
- 2007年1月1日：仁友客運2、11、42、89路停駛。
- 2007年5月1日：仁友客運89路復駛。
- 2007年8月1日：台中客運102路（黃牌）改為101路。
- 2007年10月14日：台中客運101路及131路調整台中車站行駛動線（不經一中商圈）。
- 2007年11月1日：全航客運65路通車。
- 2008年1月10日：仁友客運61路因故停駛。
- 2008年7月1日：台中客運102路（白牌）改為82路，原彰化車站端點縮線至高鐵臺中站；61路變更為統聯客運營運（原仁友客運營運），仁友客運20路原大坑圓環端點與72路原舊社公園端點皆延駛至潭子慈濟醫院，但20路的中國醫藥大學端點縮線至台中車站；統聯客運75路原樂成公園端點延駛至勤益科技大學、77路原舊社公園端點延駛至潭子慈濟醫院。
- 2008年11月10日：台中客運103路、108路、136路停駛。
- 2008年12月1日：台中客運27路原行駛台中港路（今改稱台灣大道）路段改為公益路與河南路。
- 2009年1月1日：彰化客運99路開始營運。
- 2009年3月10日：阿羅哈客運18路開始營運。
- 2009年5月18日：巨業交通67路開始營運。TTJ捷運公車七條路線（51－57路）開始營運。
- 2009年11月1日：統聯客運75路原行駛十甲東路路段改為東英路。
- 2009年12月1日：統聯客運61路原行駛學府路路段改為雅環路。
- 2010年1月1日：TTJ捷運公車57路停駛，52路改為一般收費公車並改由彰化客運營運。新增58路，由全航客運營運。51路改由豐原客運營運。
- 2010年7月1日：台中客運28路（東海別墅－北屯行政大樓）開始營運。

2011年
- 2011年1月1日：統聯客運50路大里霧峰幹線開始營運（利用2010TTJ捷運公車55路為雛形，並開始收費），54路改由和欣客運營運。豐原客運6502（臺中－豐原）、6549（豐原－水美－大甲）、6552（豐原－下后里－大甲）、6557（豐原－內埔）、6560（豐原－太平村）、6566（下后里－太平村）、6567（東勢－上谷關）、6569（豐原－東勢南站）、6570（卓蘭－豐原）、6571（卓蘭－東勢）、6573（東勢－和平）、6576（谷關－上谷關）以及仁友客運的6205（四張犁－高鐵台中站－龍井）、6210（僑光科大－高鐵台中站）等路線移撥為市公車。其編號分別為212、213、217、225、226、267、206、208、258、258、259、268路以及105、125路。另外市公車55路（臺中地方法院－豐原）以豐原客運6502（臺中 -潭子－豐原）、6503（臺中－豐原）為雛型調整路線，改由豐原客運營運。新增215（豐原－麗寶樂園－大甲體育場），由豐原客運營運，為原6555（臺中－豐原－大甲）縮線而來。
- 2011年2月14日：台中客運9路延駛至清水高中，統聯客運50路起迄點由原來的干城延駛至新民高中，全航客運58路起迄點由原來的明德女中延駛經旱溪國光橋右轉大明路、高工路至南區區公所，統聯客運83路增闢副線行駛至臺中港旅客服務中心，台中客運88路增闢副線行駛至梧棲漁港，台中客運6100（潭子－亞洲大學）、6101（水湳－彰化）、6106（台中車站－台中區監理所）、6107（黎明新村－光復新村）、6131（民俗公園－竹仔坑）、6132（民俗公園－朝陽科技大學）、6146（台中火車站－新莊村）等7條公路客運路線編號改為後3碼編號（如6100改為100）。
- 2011年3月14日：全航客運65路起迄點由原來的洲際棒球場（崇德路）更改為得天宮（頭張路）。
- 2011年4月18日：台中客運146路延續前88路（881）改為由新民高中發車並駛至遠東街（台中都會公園），原本新莊里端點則廢除。
- 2011年5月1日：台中客運更動3條路線變動如下：88路副線（882）更改路線代碼為57路行駛至梧棲漁港。9路原行駛至忠義村（901）之公車更改路線代碼為6路接續行駛。107路霧峰光復新村終點站將延駛至烏溪橋頭（舊正）。
- 2011年6月1日：豐原客運6509（臺中－大里－崁頂）、6510（臺中－車籠埔－崁頂）、6512（臺中－修平技術學院）、6517（臺中－東平社區）、6580（臺中－大南－東勢）、6581（臺中－興中山莊－東勢）、6584（臺中－東興－東勢）以及巨業交通6352、6353、6364~6374等路線移撥為市公車。其編號為285、286、280、289、270、276、271以及168、169、150~160。另外豐原客運新增277路（台中火車站－復盛里－東勢）。統聯客運新增59路由新民高中行駛至烏溪橋頭（舊正）。各家營運業者驗票機更換為多卡機，可讀取悠遊卡、臺灣通、一卡通、E通卡。同日開始實施刷卡搭乘1~300號公車路線，享有每程8公里免費。
- 2011年6月28日：臺中市政府因應陸客自由行，開闢由台中客運行駛之機場快捷公車115路（臺中航空站－臺中車站）。
- 2011年8月29日：新增市區公車五條環線，和平山環線（90）、新社山環線（91）、豐安環線（92）、海環線（93）、豐原內環線（235），前四條免費搭乘，豐原內環線（235）則刷卡才可免費。
- 2011年9月1日：統聯客運83路與台中客運88路皆從沙鹿高工延伸至鹿寮國中。統聯客運83區間車（84）變更路線編號為86路並延伸東海別墅，24小時營運之83副線（830）變更路線編號為87路（台中港－新民高中）。台中客運9路從清水高中延伸至清水（中山高美路口）。
- 2011年10月1日：台中客運69路原科園路及科雅路段，改繞駛中部科學園區段（中科路－科雅西路－科雅三路－科雅東路－科雅路）。
- 2011年11月1日：東南客運7路（台中一中－慈明高中）開始營運。
- 2011年11月14日：台中客運28路起迄點由原來的北屯區行政大樓延駛至四張犁圖書館。
- 2011年11月28日：台中客運6115路路線合併至115路機場快捷公車，並增班至22班。
- 2011年12月1日：豐原客運6538（豐原－西屯）、6545（豐原－新庄）、6546（豐原－圳堵）、6548（豐原－東山）等路線移撥為市公車，其編號為229、230、231、232，另外新增228路（豐原－僑光科技大學），229路原西屯端點延駛至朝馬。
- 2011年12月5日：仁友客運22路全線因與37路、45路、125路三線完全相同，故整併停駛。
- 2011年12月12日：台中客運131路竹仔坑之端點延駛至朝陽科技大學，與台中客運132路的共同端點由民俗公園延駛至北屯行政大樓。

2012年
- 2012年1月1日：全航客運65路得天宮終點站延駛至潭雅神綠園道，延駛路線將行經潭子中山路、潭子火車站、雅潭路、大豐路二三段、潭富路二段及崇德路五段至潭雅神綠園道；台中客運6142（綠川東站－豐年社區）、6147（台中車站－大肚火車站）、6163（綠川東站－可樂新城）改制為市公車142、147、163路。
- 2012年2月1日：91路新社山環線免費公車神岡區端點向西延伸行駛至舊庄，新社區端點向南延伸行駛至中興嶺停車場；台中客運26、70路及彰化客運99路公車延駛至嶺東科技大學。
- 2012年3月1日：和欣客運54路改由台中客運接續行駛、統聯客運53路繞駛東山高中，起迄點不變、豐原客運235路延駛至豐原車站。
- 2012年7月1日：豐原客運與統聯客運聯營之63路（豐原－臺中榮總）開始營運。台中客運33路樹仔腳之端點延駛至高鐵臺中站。統聯客運59路新增市立大里高中站，並繞駛至大里東西湖兩里。豐原客運6600（豐原－東勢林場）、6537（豐原－崎腳）、6645（豐原－中正公園）、6643（豐原－球場）、6644（豐原－坪頂）、6646（豐原－東陽里）、6575（卓蘭－水尾）、6598（卓蘭－明正里）、6574（東勢－水尾）、6605（東勢－明正里）、6585（東勢－埤頭里）等路線移撥為市公車，其編號為209、218、221、222、223、227、256、257、260、261、262路。巨業交通150－160路等11條路線，因僅提供特定對象服務，未依規限期於沿線設站載客，遭市府收回路權。[1]
- 2012年7月23日：豐原客運289路原行駛長億路之路段更改為永成北路。
- 2012年8月1日：統聯客運藍1路（臺中工業區－統聯轉運站）開始營運，為根據預約時間派車接送；53路原兒童藝術館端點延駛至省議會；77路原松竹路段（旱溪東路－軍功路）改駛軍福十九路（旱溪東路－軍福十九路－軍功路），繞駛葳格高中；台中客運26路原綠川東站端點移至新民高中，且不再經過綠川東站；132路繞駛市立大里高中，起迄點不變。
- 2012年8月30日：統聯客運3路（東山高中－台中高工）開始營運。
- 2012年9月1日：台中客運66路原經補庫停車場端點延駛至慈濟醫院，並早上、下午各一班經東山高中；69路原科雅路路段改為平和路與月祥路；71路原北屯行政大樓端點延駛至台中州際棒球場；仁友客運72路原松竹路段（旱溪東路－軍功路）改駛軍福十九路；彰化客運99路原台中火車站端點移至莒光新城，不再經過台中火車站，部分班次延駛清新溫泉飯店。
- 2012年9月3日：東南客運新增98路（神岡新莊－臺中榮總）正式營運。
- 2012年9月15日：台中客運101路原陳平端點延駛至敦化公園。
- 2012年9月20日：巨業交通6357路（沙鹿－茄投）移撥為臺中市公車175路。
- 2012年9月24日：增開統聯客運53路區間班次（省議會－文心森林公園）、75路區間班次（臺中車站－臺中榮總、臺中女中→勤益科大）、台中客運9路區間班次（大雅→清水）、35路區間班次（南區區公所－中友百貨）、54路區間（明道中學－黎明新村）、82路區間班次（高鐵臺中站－台中車站）（高鐵臺中站－中友百貨）、100路區間班次（台中車站→亞洲大學）（亞洲大學－臺中科技大學）、132路區間班次（朝陽科技大學－台中車站）、全航客運58路區間班次（北屯區行政大樓→南區區公所）（明德女中（明德街）→潭子勝利公園），其為該路線部份路段於尖峰時刻增開班次，並非通行全線，故其路線將標示於車頭壓克力板"區間"，以利乘客識別。[2]
- 2012年10月1日：豐原客運6532（豐原－東山－台中港）、6534（豐原－新庄－清水）、6535（豐原－東山－清水）、6544（豐原－新庄－台中港）、6553（大甲－南埔）、6554（大甲－馬鳴埔－土城）、6558（大甲－大安港）、6559（大甲－梧棲）、6561（大甲－海墘－安田）、6562（大甲－五甲港－安田）、6563（豐原－土城－大甲）、6568（石岡－龍興里）、6572（東勢－谷關）等路線移撥為市公車，其編號為186、182、185、183、216、210、171、170、173、172、211、219、266路；豐榮客運新增127路（北屯區行政大樓－東興路－豐樂公園）正式營運；台中客運100路潭子加工區端點向北延駛至豐原區陽明大樓。
- 2012年10月7日：巨業交通67路由東南客運接續行駛。
- 2012年10月15日：豐原客運55路原地方法院端點延駛至光明國中。
- 2012年10月20日：台中客運100路豐原端點由自強南街改至圓環東路（圓環東安康路口）。
- 2012年10月31日：全航客運199路（龍井區公所－文華高中－僑光科大）開始營運。
- 2012年11月1日：東南客運7路原慈明高中端點延駛至長億高中；全航客運6258路（高鐵臺中站－臺中兒童藝術館）移撥為臺中市公車158路。
- 2012年11月12日：統聯客運3路原仁化路段（工業路－工業四路）改繞駛修平科技大學（工業路－工業二路－工業四路）；藍1路（臺中工業區－統聯轉運站）分A、B兩動線行駛。
- 2012年11月19日：統聯客運53路區間原文心森林公園端點延駛至文心市政路口。
- 2012年12月1日：台中客運6855路（臺中－清水）移撥為市公車128路（大雅－清水），並縮短行駛距離。
- 2012年12月10日：苗栗客運5817路（大甲－苑裡）移撥為市公車181路。
- 2012年12月17日：統聯客運85路原中台科技大學端點延駛至國軍台中總醫院。
- 2012年12月27日：中台灣客運（統聯客運關係企業）新增95路（正英台灣大道口－外埔區公所）開始營運。

2013年
- 2013年1月1日：台中客運54路原明道中學端點延駛至九張犁，100路原圓環東安康路口端點延駛至北陽停車場，並分經豐東路（主線）及經豐原大道（副線）兩線行駛，6863路（臺中火車站－沙鹿）移撥為市公車102路，6873路（港尾－中興新村）移撥為市公車108路（港尾－草屯），縮短行駛距離並繞駛亞洲大學；巨業交通6358路（清水－高美路－海水浴場）及6359路（清水－三美路－海水浴場）移撥為市公車178路與179路；豐原客運6501（豐原－社口－臺中）、6504（豐原－樹德路－臺中）、6513（臺中－茅埔）、6522（豐原－沙鹿－大肚）、6523（臺中－霧峰）、6524（霧峰－桐林）、6525（霧峰－南勢）、6527（臺中－南屯－沙鹿）、6528（臺中－沙鹿－臺中港）、6531（豐原－沙鹿－臺中港）、6533（豐原－梧棲）、6536（豐原－三民路－沙鹿）、6577（東勢－中坑坪）、6578（東勢－橫流溪）、6579（東勢－雪山坑）、6583（東勢－大南－新五村）、6586（東勢－水井）、6587（東勢－中和）、6589（東勢－茄苳寮）、6590（東勢－崑山）、6594（新社－水井）、6597（新五村－茄苳寮）、6599（豐原－社口－臺中榮總）、6601（東勢－大雪山森林遊樂區）、6603（豐原－新田－臺中）、6604（谷關－八仙山森林遊樂區）等路線移撥為市公車，其編號分別為200、202、288、237、281、282、283、290、291、238、239、236、250、251、253、265、278、275、272、263、279、273、220、252、203、269路。
- 2013年1月15日：『台中科技大學（一中街）』附近站牌進行整併。分為往五權路、崇德路、北屯路三個區塊。[3]
- 2013年1月16日：巨業交通6355（沙鹿－龍井奉天宮）、6356（沙鹿－龍東派出所）、6360路（沙鹿－彰化）移撥為市公車176、177、180路。
- 2013年2月1日：統聯客運23路（中清同榮路口－市立大里高中）開始營運，87路早上一班次延駛至關連工業區及下午一班次由此發車，50路部分班次行駛至光復新村圓環，部分班次行駛至921地震教育園區；台中客運28路原東海別墅端點延駛至坪頂，101路原敦化公園端點延駛至敦化後庄七街口；豐原客運172路（大甲－五甲港－安田）與173路（大甲－海墘－安田）合併為172路，並且原安田端點延駛至永安，210路增設副線（外埔－土城）。
- 2013年2月7日：豐原客運212路（豐原－水美－大甲）開始繞駛臺農天馬牧場。
- 2013年2月18日：台中客運8路原北屯路段（文心路－松竹路）及松竹路段（北屯路－興安路）改駛興安路（文心路－興安路－松竹路），不再經北屯路－興安路之松竹路段；15路原部子坑橋端點延駛至國軍臺中總醫院且平日下午一班次經東山高中；16路平日四班次原天星大飯店端點延駛至民德橋，且繞駛東山高中，其餘班次及假日路線維持不變。
- 2013年3月1日：阿羅哈客運18路（干城站－阿羅哈朝馬轉運站）改由統聯客運接續行駛，起迄點改為（老虎城－台中高農）；豐原客運6540路（豐原－忠義里）、6588路（東勢－新五村，經東興）移撥為市公車240路、264路；統聯客運1658路（高鐵臺中站–臺中公園）移撥為市公車159路；和欣客運7507路（高鐵臺中站–僑光科技大學）、7508路（高鐵臺中站–中科管理局）移撥為市公車160路、161路。
- 2013年3月18日：巨業交通6361路（臺中－王田－沙鹿）、6377路（清水國中－楊厝里）、6378路（清水國中－舊庄）、6380路（大甲－僑光科技大學）移撥為市公車166、164、165、167路。
- 2013年4月1日：台中客運14路原東寶社區端點延駛至舊庄，並分經社口（主線）及經大雅（副線）兩線行駛，其副線終點為神岡區公所，且（往綠川東站）原中山路段改駛民權路。
- 2013年4月10日：臺中市政府為強化各區間之交通服務，開闢5條行駛於高、快速公路且停靠站位少之新幹線公車，由中台灣客運行駛之新幹線公車150路（臺灣大道－機場）與162路（沙鹿－機場）通車。[4]
- 2013年4月17日：因應仁友客運財務狀況吃緊而造成發車異常，除21路、30路、45路、105路之外，其餘路線分別由台中客運、全航客運、豐榮客運、豐原客運、彰化客運代駛。[5]
- 2013年4月29日：仁友客運保留21路、30路、45路、105路，其餘路線釋出，交通局已公告開放申請，新業者預計於5月7日評選，在新經營業者未籌備完成前，代駛措施將持續。[6]
- 2013年5月24日：東南客運98路原臺中榮總（東大路）端點延駛至普濟寺。
- 2013年5月25日：豐原客運272路東勢發車之17:25班次，開始繞駛水井。
- 2013年6月1日：仁友客運因財務問題釋出的路線將正式由其他業者接駛，1、20、25、31、37、125路為中台灣客運；29、72路為台中客運；40、48、89路為豐榮客運[7]；台中客運14路更改行駛路線，直行昌平路－民族路；147路原華山路段（遊園南路－沙田路）改駛遊園南路－華南路－育英路－平和東路－沙田路二段。
- 2013年7月1日：台中客運60路原臺中榮總端點延駛至坪頂，6路、9路（往台中車站）原中山路段改駛民權路，93路恢復為一般收費公車（至7月7日仍為免費，8日開始收費）；豐榮客運127路原北屯區行政大樓端點延駛至臺中洲際棒球場；全航客運158路原兒童藝術館端點延駛至竹仔坑；新幹線公車中台灣客運151路（新市政中心－兒童藝術館）、豐原客運153路（新市政中心－谷關）與副線（高鐵臺中站－新市政中心－谷關）開始營運[8]，90路、91路、92路恢復為一般收費公車（至7月7日仍為免費，8日開始收費）。
- 2013年7月4日：統聯客運18路原經干城至後火車站段，改駛自由路－建成路－大智路，不再經干城[9]。
- 2013年7月26日：台中客運33路、35路原僑光科技大學端點延駛至文修停車場，原福星路段（單向，福星路－黎明路－福星北路）改駛漢翔路（雙向，福星路－福星北路－黎明路－漢翔路）。
- 2013年7月29日：巨業交通167路原僑光科技大學端點延駛至文修停車場（8月30日起正式延駛）。
- 2013年8月1日：台中客運108路、132路（往台中車站）原中山路段改駛民權路；新幹線公車中台灣客運155路（高鐵臺中站－統聯轉運站－后里）開始營運；中台湾客運25路、125路原僑光科技大學端點延駛至文修停車場，原福星路段（單向，福星路－黎明路－福星北路）改駛漢翔路（雙向，福星路－福星北路－黎明路－漢翔路）；豐原客運266路原東關路段（水簡頭—天冷）改駛龍安橋—豐埔產業道路—天福大橋。
- 2013年8月15日：統聯客運75路原和平橋端點延駛至一江橋；中台灣客運95路原外埔區公所端點延駛至外埔老人文康中心。
- 2013年8月20日：統聯客運3路原台中高工（高工路）端點延駛至明道中學。
- 2013年8月30日：社區巴士東南客運17路（草湖－大臺中山莊）通車；台中客運41路原和平橋端點延駛至一江橋；新幹線公車中台灣客運152路（新市政中心－陽明大樓）、台中客運154路（臺中女中－大甲區公所）開始營運；豐原客運281路（臺中火車站－霧峰國小）、282路（霧峰國小－桐林）、283路（霧峰國小－南勢），改由中台灣客運接續行駛，282、283合併為282路，起迄點改為281路（臺中火車站－霧峰農工）、282路（南勢－桐林），另290路改由台中客運接續行駛，沙鹿端點原光田醫院延駛至第一銀行。
- 2013年9月：單月運量突破906萬人次。
- 2013年10月10日：巨業交通178路、179路原清水站端點延駛至清水火車站。
- 2013年10月16日：豐原客運291路（臺中火車站－臺中港郵局）停駛。
- 2013年10月20日：豐原客運288路原茅埔端點延駛至天圓彌勒院。
- 2013年11月1日：苗栗客運181路增開區間班次（日南火車站—苑裡）。
- 2013年11月29日：台中客運、全航客運與豐原客運聯營之12路崇德幹線（明德高中－崇德路－豐原高中）開始營運。是2012年7月1日63路通車之後，臺中市第二條聯營的市區公車。
- 2013年12月1日：仁友客運30路原南屯路及永春路段（文心南路口－永春東路口）改駛永春東路（南屯路－文心南路－永春東路－永春路）。

2014年
- 2014年1月1日：統聯客運3路原明道中學端點延駛至高鐵台中站；中台灣客運151路增設副線（新市政中心－亞洲大學）。
- 2014年1月20日：全航客運58路原南區公所端點改駛至大慶活動中心（工學路－東興路－復興北路），原南區公所站位取消；台中客運8路原七張犁端點改駛至后庄北中清路口（松竹路－四平路－后庄路－后庄北路）；統聯客運18路原臺中高農端點延駛至大智喬城路口（大智公園）。
- 2014年1月29日：豐原客運172路原永安端點延駛至福住里。
- 2014年2月10日：東南客運97路（大甲銅安厝－幼獅工業區－臺中航空站）開始營運。
- 2014年3月1日：全航客運158路原三民路及民權路段（臺中科大民生校區－第三市場）改駛三民路－公園路－自由路－雙十路－綠川東街（往高鐵站方向：綠川西街）－民權路；中台灣客運152路原市警局端點延駛至臺中市議會，155路（高鐵臺中站－后里馬場）原經后里交流道至麗寶樂園路段改駛后豐交流道（國道一號－國道四號－三豐路－馬場路），起迄點改為高鐵臺中站－麗寶樂園，並后里馬場至麗寶樂園原路段改為副線（經九甲七路），新增正線（經后里市區132甲線）；豐原客運153路（含副線）原直走台八線改經東關路新成國小，227路原南陽路段改駛經福陽國小（南陽路－綠山一街－南陽路綠山巷－綠山二街－南陽路），235路原圓環西路段（成功路口－圓環南路口）改駛成功路（圓環西路－成功路－中正路－圓環南路），239路原五權東路及五權路段（鎮新路口－海濱路口）改駛海濱路（五權東路－鎮新路－海濱路－華江北街－民享路－海濱路）。
- 2014年3月17日：台中客運54路原九張犁端點延駛至烏日停車場。
- 2014年3月28日：新幹線公車台中客運156路（高鐵臺中站－臺中航空站）開始營運。
- 2014年4月14日：東南客運98路原舊庄端點延駛至庄尾，原中正路段（中正中山路口－神岡）改駛經神岡區公所（中山路－神岡路－神林路），原科雅路段（日僑學校－中科管理局）改繞駛中部科學園區段（科雅路－科雅五路－科雅東路－科雅三路－科雅西路－中科路，同69路）。
- 2014年4月15日：中台灣客運20路原慈濟醫院端點延駛至潭子火車站（後站）。
- 2014年4月21日：台中客運82路區間車（中友百貨－高鐵台中站）停駛。
- 2014年5月1日：東南客運7路原長億高中端點延駛至永成公園（永富街）。
- 2014年6月26日：BRT接駁公車台中客運（右環）、豐原客運（左環）、全航客運（左環）聯營之藍2路（臺中火車站環線）開始營運。
- 2014年7月1日：中台灣客運95路新增副線（正英臺灣大道口－外埔老人文康中心，經清水區戶政事務所、大甲東）。豐原客運214路外埔六分線公車（大甲火車站－外埔－后里馬場）正式營運，90路副線（豐原車站－谷關）、259路（東勢－和平）、268路（谷關－上谷關）停駛，206路原東勢南站端點延駛至新盛里（東勢高工），208路、209路往豐原方向原繞經東坑路段（豐勢路－東坑路－豐勢路）改繞駛新盛里（東勢高工）（豐勢路－東關路－豐勢路）。
- 2014年7月15日：巨業交通111路（清水火車站─鰲峰山公園─梧棲觀光漁港）開始營運，178路、179路原高美濕地端點延駛至高美海口南路口。
- 2014年7月20日：豐原客運287路（國軍台中總醫院－太平國中－茅埔）開始營運。
- 2014年7月28日：藍線BRT通車後，與藍線BRT重疊率較高的11條公車配合調整路線，其中7條改名為藍線BRT接駁公車。[10]巨業交通168路（大甲－鹿寮－臺中）改為藍6路（大甲－鹿寮－正英臺灣大道口）；台中客運88路（新民高中－鹿寮國中）改為藍7路（弘光科技大學－港區藝術中心）、106路（臺中車站－臺中區監理所）改為藍9路（僑光科技大學－臺中區監理所）、146路（新民高中－遠東街--臺中都會公園）改為藍10路（大慶火車站－臺中都會公園）、147路（臺中車站－大肚火車站）改為藍11路（嶺東科技大學－大肚火車站）；統聯客運83路（鹿寮國中－新民高中）改為藍12路（弘光科技大學－港區藝術中心，經鰲峰路）、87路（關連工業區--臺中港旅客服中心－新民高中）改為藍13路（關連工業區--臺中港旅客服中心－文心森林公園）。中台灣客運150路機場新幹線維持路線名稱，但行駛區間改為（臺中航空站－嶺東高中），且每站停靠。另外增闢全航客運藍3路（坪頂－龍井－大肚）以及巨業交通藍5路（巨業沙鹿站－裕國社區）兩條接駁路線，也調整首先通車的統聯客運藍1路行駛動線與班次。台中客運57路、統聯客運86路臺中火車站至臺灣大道民權路口間，改行駛民權路，57路增加班次，巨業交通169路往大甲方向三民路口至民權路口間，改行駛三民路與民權路。[11]中台灣客運1路、25路、31路臺中火車站端行駛動線與班次調整，取消停靠仁友東站，各自沿駛至道禾六藝文化館、忠信國小、公共資訊圖書館。仁友客運21路也取消停靠仁友東站，延駛至道禾六藝文化館。
- 2014年7月28日~2014年9月30日：統聯客運83路、台中客運88路、巨業交通168路維持原路線行駛，「減少班次」但各路班距長短不一。[12]
- 2014年8月1日：仁友客運283路（大里仁愛醫院－霧峰）正式營運。豐榮客運48路往仁友東站方向原五權路段改駛三民路。
- 2014年8月18日：豐榮客運48路取消民權路與自由路路段改直行臺灣大道，並開行區間車[13]。
- 2014年8月25日：中台灣客運282路原南勢端點延駛至亞洲大學。
- 2014年9月1日：台中客運41路原一江橋端點延駛至水井前(慈明高中)，12路（與豐原客運、全航客運聯營）原豐原高中端點延駛至豐原鎮清宮，14路主線部分班次原舊庄端點延駛至南清宮，35路區間車減至平日往南區公所一班次，100路區間車、132路區間車停駛，新增157路台中客運外埔新幹線（外埔區公所－文心森林公園）。豐原客運221路（豐原－中正公園）、230路（豐原－新庄）、231路（豐原－圳堵）停駛，182路（豐原－清水（經新庄））、183路（豐原－臺中港郵局（經新庄））、185路（豐原－清水（經東山））、186路（豐原－臺中港郵局（經東山））、237路（豐原－大肚火車站）路線，繞駛停靠「臺中航空站」。全航客運199路原文修停車場端點，延駛至台中榮總。中台灣客運152路原圓環東水源路口延駛至義士祠，162路原臺中航空站端點延駛至嘉陽高中。南投客運新增39路（高鐵台中站－立新國小）之公車路線。
- 2014年9月15日：統聯客運藍12路原頂六路端點延伸至正英台灣大道口，藍12區間車為了配合83路續營，因此停駛。豐原客運91路部分班次原舊庄端點延駛至臺中航空站。
- 2014年9月17日：臺中市政府網站公告，83、88、168路3線公車將持續行駛，且「83路與88路」及「藍7路與藍12路」分別採聯合排班發車。
- 2014年10月1日：台中客運29路原文心路－西屯路改駛文心路－樱花路－弘孝路－西屯路。台中客運新增133路（高鐵台中站－朝陽科技大學）。彰化客運99路部分班次延伸至動物之家南屯園區。
- 2014年11月1日：台中客運8路原「后庄北中清路口」端點延駛至「逢甲大學（逢甲路）」，路線名更改為（綠川東站－逢甲大學）、33路調整烏日區中山路－五光路－公園路－光日路－新興路－高鐵台中站區間、107路往舊正(烏溪橋頭)原臺灣大道－公益路改駛臺灣大道－英才路－公益路、290路原沙鹿第一銀行端點延伸到童綜合醫院（梧棲院區），並將路線名稱更名為「臺中火車站－童綜合醫院」。仁友客運新增123路（慈濟醫院－港區藝術中心）。豐原客運170路（大甲－梧棲）、171路（大甲－大安港）由「大甲」站延駛至「新政大安港路口」站，並將原路線名稱分別更改為（大甲體育場－梧棲）及（大甲體育場－大安港）；211路（豐原－大甲(經土城)）、212路（豐原－大甲(經水美)）、213路（豐原－大甲(經下后里)）、215路（豐原－大甲(經麗寶樂園)）延駛至「新政大安港路口」站，並將原路線名稱分別更改為「豐原－大甲體育場(經土城)」、「豐原－大甲體育場(經水美)」、「豐原－大甲體育場(經下后里)」、「豐原－大甲體育場(經麗寶樂園)」。統聯客運81路往統聯轉運站原臺灣大道－公益路改駛臺灣大道－英才路－公益路。全航客運158路原竹仔坑端點，延駛至朝陽科技大學。豐榮客運127路往臺中洲際棒球場方向調整行駛動線為崇德路─崇德十九路─四平路─環中路─崇德路。
- 2014年11月17日：豐原客運210路及210路副線整併為210路（大甲－土城），並調整整併後之210路線及發車時刻、新增211路區間車（泰安－大甲體育場）。
- 2014年11月25日：統聯客運61路原「臺中火車站」端延駛至太平區新光里，並調整部分行駛動線。
- 2014年11月28日：台中客運14路副線原昌平路（環中路－大德一路路段）路段改行駛昌平路－環中路－大富路－大德一路－昌平路，並調整發車時刻[14]。
- 2014年12月1日：統聯客運18路原老虎城端延駛朝馬。
- 2014年12月8日：豐原客運200路、202路、203路、270路、271路、276路、277路原起點「臺中火車站」延駛至「豐富公園」，均調整行駛動線。

2015年
- 2015年1月12日：豐原客運90路調整動線行經豐原區水源路（豐原高中）及富陽路路段。
- 2015年1月15日：中台灣客運新增281路副線（臺中火車站－霧峰農工），其繞駛五光國小路段。
- 2015年1月19日：豐原客運153路原谷關端點延駛至谷關溫泉飯店。
- 2015年2月1日：豐原客運280路、285路、286路、288路、289路原「臺中火車站」端點延駛至「新民高中(健行路)」。
- 2015年2月24日：台中客運新增100路區間車（中山路一巷口－亞洲大學安藤館）、108路區間車（霧峰農工－草屯）；統聯客運81路原「臺中火車站」端點延駛至「育賢立功路口」，路線名更改為（統聯轉運站－臺中火車站－太平）。
- 2015年3月1日：台中客運、豐原客運、全航客運藍2路調整部分路線[15]；69路原烏日九張犁端點縮短至龍潭里（環中路）[16]。豐榮客運48路區間車〈臺中火車站－茄苳腳〉停駛[17]。
- 2015年3月16日：中台灣客運20路繞駛「東成路－東成三街－天祥路」以及「建和路－景賢路－祥順路」[18]。統聯客運59路延駛至「舊社公園（北屯路）」，路線名變更為〈舊社公園－舊正〉[19]。
- 2015年4月1日：台中客運115路停駛[20]。統聯客運86路原「東海別墅」端點延駛至「龍井停車場」，路線名更改為（龍井停車場－新民高中）[21]。
- 2015年5月1日：豐原客運51路原「屯區藝文中心」端點延駛至「圓山新村」，路線名更改為（莒光新城－圓山新村）。統聯客運77路原「統聯轉運站」端點延駛至「三角埔（中科停車場）」，路線名更改為（中科停車場－慈濟醫院）。[22]台中客運9路原「中山高美路口」端點延駛至「下湳加油站」。[23]
- 2015年6月1日：台中客運102路調整部分路線[24]，部分復興路路段改行南平路。
- 2015年6月15日：仁友客運32路（大鵬新城－育英國中）開始營運。
- 2015年7月1日：台中客運157路延駛至「大甲區公所」，撤銷甲東路之沿路站點，路線名更改為（大甲區公所－文心森林公園）。[25]100路延駛至新厝路550巷口。[26]全航客運199路裁撤「文修停車場─臺中榮總」路段，路線名更改為（龍井竹坑口─文修停車場）。
- 2015年7月8日：BRT廢止，原藍線接駁車與行經台灣大道的主要路線全部改號。BRT藍線改為300路；統聯客運83路與藍12路併為303路、86路改為301路；夜間班次改為326路且全程行駛慢車道、87路改為308路、藍1路改為351路、藍13路拆線改為359路（東海別墅－文心森林公園）；中台灣客運150路改號為302路（臺中航空站－靜宜大學－臺中公園），原嶺東－朝馬轉運站區間則拆線改為358路；台中客運57路改為307路、88路與藍7路併為304路、106路改為323路、146路改號為324路、147路改號為325路、藍9路（臺中榮總－僑光科技大學）區間改為354路、藍10路（臺中榮總－大慶車站）區間改為356路、藍11路（臺中榮總－嶺東科技大學）區間改為357路；全航客運藍3路改為352路；巨業交通168路與藍6路併為305路、169路改為306路、藍5路改為353路，且305路和306路臺中車站端停靠目前的公車專用道月台；台中客運、全航客運、豐原客運共營的藍2路改為11路。
- 2015年7月15日：豐原客運218路延駛至神岡區公所，路線名更改為（豐原－神岡區公所）。227路繞經豐東國中。
- 2015年7月25日：巨業交通306路取消繞駛港區藝術中心。
- 2015年8月1日：中台灣客運658路（海墘國小－大安區公所－惠文高中）開始營運。
- 2015年8月24日：豐原客運280、280區、285、286、288、289路，取消行駛新民高中附近路線，改行延駛至臺中二中（梅川東路）站，取消停靠站有新民高中（健行路）、寶覺寺、新民高中（三民路）、三民錦中街口、市立殯儀館，新增停靠：臺中二中（梅川東路）、五權國中、中山堂、五權學士路口。289路太平區原行駛精品路路段，改駛鵬儀路，取消停靠站 「太平精美路口」、「三豐社區」，新增站「鵬儀中平路口」、「安平里」、「建國里」，「東平社區」站微調。
- 2015年8月28日：全航客運新增58路副線。
- 2015年8月31日：仁友客運新增105路區間車，區間車1：台中高工（復興路）→四張犁（四張犁國小），區間車2:新興里→四張犁（四張犁國小）[27]，台中客運163路原大興十五街口端點延伸至華盛頓中學。
- 2015年9月1日：中台灣客運358路端點延伸到秋紅谷(朝陽橋)，往嶺東科大方向設站，朝馬轉運站改單邊設站；155路主線原行駛「朝馬路－安和路－福科路－福安路－臺灣大道」路段，改為「市政路－惠中路－臺灣大道」、原行駛「眉山路－月眉東路一段」路段，改為「甲后路－月眉東路一段」。[28]
- 2015年9月7日：豐原客運153路（新市政中心－谷關）與153路副線（高鐵臺中站－谷關）之路權交換，改為153路（高鐵臺中站－谷關）與153路副線（新市政中心－谷關）。
- 2015年9月15日：巨業交通68路延駛至鹿寮國中，延駛路線行經台糖公營學苑、東海街口、坪頂、下坪頂、后厝仔、祿清宮、頂六路、弘光科技大學、晉江里、下晉江、靜宜大學、臺灣大道北勢路口、紅竹巷、竹林里、竹林國小、沙鹿高工(臺灣大道)、光華成功東街口、鹿寮國中(光華路)。[29]
- 2015年9月15日：統聯客運新增20路區，平常日行駛，例假日及寒暑假停駛。
- 2015年9月23日：統聯客運75路原行駛育才路，改駛育賢路、太和路、太順路，取消停靠「育才育德路口」、「樂安宮」，新增「育賢育誠街口」、「太順太和路口」。
- 2015年10月1日：彰化客運52路改由仁友客運接手，班次由雙向60班減為雙向48班。
- 2015年10月16日：台中快捷巴士新增616路（梧棲─大甲）線及617路（梧棲─烏日高鐵）線，皆由原BRT雙節公車行駛。[30]
- 2015年11月1日：中台灣客運151路線調整為「中正吉峰路口-新市政中心」。
- 2015年12月1日：巨業交通175路、176路、177路整併成677路。

2016年
- 2016年1月1日：除悠遊卡、一卡通與臺中市政府所發行之敬老愛心卡可繼續使用外，臺灣通與遠通電收卡之其餘卡種皆停止服務。[31]
- 2016年2月1日：仁友客運123路延駛至梧棲觀光漁港；豐原客運256路、257路停駛，232路假日班次停駛。
- 2016年2月17日:中台灣客運37路改為單循環路線自頂林厝發車，回程至仁友東站後直接折返，不再行長時間待班等發，並更改發車時刻表。
- 2016年3月1日：新增500路中清綠幹線、700路崇德橘幹線與900路北屯紅幹線，由台中火車站開往大雅及豐原，採取跳蛙式靠站，每條路線僅停靠大站，主要提供學生上、下課開闢，僅於尖峰時間行駛。
- 2016年4月1日：仁友客運30路與45路改為單循環路線[32][33]。
- 2016年4月15日：台中客運9路與41路原綠川東站端點延駛至公共資訊圖書館（建成路）[34]；14路（含副線）、29路、70路、142路與163路改為單循環路線[35]；102路與290路延駛至干城站。[36]。
- 2016年4月16日：台中客運14路（含副線）取消單循環路線，並恢復原綠川東站時刻表。
- 2016年4月25日：巨業交通166路延駛干城，並更改時刻。[37]
- 2016年4月30日：捷順交通接駛356路（臺中榮總-大慶火車站）、357路（臺中榮總-嶺東科技大學）、359路（東海別墅-文心森林公園）；四方客運接駛354路，並變更為（東海大學－僑光科技大學）[38]。
- 2016年5月1日：仁友客運接駛358路，原端點朝馬轉運站延駛至福星西安街口，並變更為（嶺東高中－逢甲大學）。
- 2016年5月13日：台中客運新增659路幼獅新幹線（幼獅工業區－台中榮總）[39][40]。
- 2016年6月2日：台中客運新增284路（台中火車站－修平科技大學）
- 2016年6月27日：豐原客運新增989路（翁子-圳前仁愛公園）。
- 2016年7月1日：台中客運6路及14路主副線延駛至干城，8路、15路、16路延駛至道禾六藝文化館。 台中快捷巴士616路改由東南客運營運[41]、617路則改由仁友客運營運[42]。
- 2016年7月11日：豐原客運215路調整后里區行駛動線，原行駛於民生路－四村路－公安路路段改直行甲后路。
- 2016年7月18日：豐原客運200路、202路、203路、270路、271路、276路、277路延駛至愛心家園。
- 2016年8月1日：台中客運16路、中台灣客運31路併入仁友客運21路。[43][44]。中台灣客運新增152區間車（台中市議會-圓環南永安街口）[45]
- 2016年8月29日：東南客運97路延駛至國立苑裡高中[46]。豐原客運90路將裁切為2條路線為90路、821路，90路【豐原─豐原高中─東勢高工】、821路【東勢─和平衛生所】，原90路每日42班次，調整為90路每日34班次，821路每日10班次。豐原客運新增206延、219延等兩路公車往石岡國中。豐原客運280路區間車停駛。台中客運35路區間車停駛。
- 2016年9月1日：巨業交通166路繞駛烏日區三榮路，取消停靠「中山榮和路口」及「成功嶺」二站，新增「烏日戶政(高鐵路)」、「三榮九路口」及「正和書院」三站。[47]台中客運108路延駛至南開科大[48]。中台灣客運151路、151副線整併成 151路，並延駛朝陽科技大學。，更改後動線分為：❶朝陽科大不經亞洲大學直接上高速公路 ❷朝陽科大繞經亞洲大學再上高速公路、162路調整為靜宜大學─嘉陽高中─靜宜大學[49][50]。
- 2016年9月13日：捷順交通接駛199路，部分班次延駛進茄投奉天宮。
- 2016年9月20日：統聯客運18路繞駛新建國市場，取消停靠「建成東光園路口」及「大東紡織(建成路)」二站，新增「新建國市場(1號門)」一站。[51]
- 2016年9月30日：和欣客運161路繞駛台中國家歌劇院，新增「台中國家歌劇院」一站。[52]
- 2016年10月1日：中鹿客運接駛617路，原端點新烏日火車站延駛至嶺東科技大學，並變更為（梧棲－嶺東科技大學）；取消停靠「新烏日火車站」，新增「大肚區公所」、「高鐵臺中站」(公車內第16號月台)、「學田活動中心」、「成功嶺三號門」、「彩虹眷村(嶺東南路)」、「嶺東科技大學(嶺東路)」、「嶺東科技大學(永春南路)」等站。[53]巨業交通68路取消繞駛中科管理局，保留部分班次繞駛國安國小[54]。
- 2016年10月16日：豐原客運配合豐原新火車站啟用，91路、182路、183路、185路、186路、218路、220路、228路、229路、232路、236路、237路、238路、239路、240路，豐原區行駛動線調整如下，取消停靠「豐原」、「和平街」、「頂街」等站，新增停靠「豐原東站」、「圓環北角潭路口」、「圓環北大順街口」等站。[55]統聯客運及豐原客運配合豐原新火車站啟用，聯營63路公車新增停靠「豐原東站」、「圓環北角潭路口」、「圓環北大順街口」等站。[56]配合鐵路高架化，中台灣客運20路及20區「太原火車站」改名「東光路」與太原火車站新站旁新增「太原火車站」雙向，「潭子火車站(後站)」更名為「潭子火車站(東站)」。
- 2016年10月29日：台中火車站前廣場(廣6)改建工程及臺中市綠川排水環境營造計畫工程，暫時遷移行經火車站附近7處市區公車招呼站：「台中火車站(台中客運總站)」、「台中火車站(優化公車A01站)」、「台中火車站(建國路候車亭)」、「綠川西站(民權路口)」、「綠川西站(台灣大道口)」、「仁友東站」及「綠川東站」，行駛動線及停靠站點都將異動。[57][58][59][60][61][62][63][64]影響站位調整至「第一廣場站(雙向)」、「台中火車站(諾貝爾書局前)」、「台中火車站(諾貝爾書局對面)」、「台中火車站(原金莎百貨前)」、「台中火車站(原金莎百貨對面)」及「台中火車站(建國路97號前)」等6處公車招呼站。[65]
- 2016年10月29日：中台灣客運20路延駛至干城站，並更改路線名稱「干城－慈濟醫院－潭子火車站」[66]
- 2016年11月1日：台中客運新增200路（臺中女中-霧峰農工）[67]。豐榮客運89路部分班次延駛至「毓祥護理之家」，並調整「東門橋發車」部分班次[68]。豐原客運原200路改號771路。[69]
- 2016年11月5日：巨業交通68路，統聯客運53路配合太原火車站新站啟用，進行行駛動線調整，並取消「三川福德祠」(雙向)，增設「旱溪西太原路口」、「天祥東光路口」及「東光路(三和里)」(雙向)[70][71]。中台灣客運20路「東光路」更改為「東光路(三和里)」[72]
- 2016年11月：開放使用icash[73]。
- 2016年11月21日：豐榮客運40路配合校車進校園，原行駛建功路調整行駛同安西巷，並取消停靠「東光公司」，並調整發車時刻[74]。
- 2016年12月1日：統聯客運85路變更路線為（新光里－太原火車站－一江橋）[75]。

2017年
- 2017年1月1日：捷順交通356路延駛至國安社區(宜寧中學)。聯營11路調整行駛動線至秀泰影城，調整後「干城站」裁撤並調整發車時刻，平日由雙向各17班調整為雙向各14班(尖峰時段由雙向各6班調整為雙向各3班)，假日由雙向各30班調整為雙向各24班。
- 2017年1月23日：捷順交通新增A1路台中國際機場-新烏日火車站-美術館(採預約制營運)。
- 2017年2月1日：豐原客運225路停駛，226路原下后里端點延伸至中科后里辦公室。
- 2017年2月7日：豐原客運771路停駛。巨業交通306路、677路配合沙鹿陸橋施工裁撤第一銀行-沙鹿分行(往梧棲方向)站位;臺中客運307路、統聯客運308路、豐原客運238路裁撤臺灣大道中山路口雙向站位。
- 2017年2月13日：豐原客運220路及東南客運98路繞駛大華國中。
- 2017年3月1日：中台灣客運新增291路(環保公園-山多綠社區)。四方客運354路繞駛至宜寧高中，新增「宜寧中學（東大路）」、「國安國小」
- 2017年3月7日：總達客運新增246路（太原火車站-國軍台中總醫院）。
- 2017年3月12日：巨業交通166路繞駛烏日林新醫院，新增停靠「中山榮和路口」、「烏日林新醫院」、「三榮榮和路口」，取消停靠「正和書院」。
- 2017年3月13日：巨業交通167路、305路原「巨業大甲站」端點延駛至「巨業大甲停車場」，新增停靠「巨業大甲停車場」、「大甲郵局」、「大甲火車站」、「大甲」、「南陽里(中山路)」、「大甲高中(中山路)」，取消停靠「大甲站」、「南門(順天路)」、「大甲高中(順天路)」。
- 2017年3月15日：統聯客運81路原「太順太和路口」端點延駛至「太原六號橋」。
- 2017年3月25日：仁友客運新增19路 （軍福公園－旱溪－國立臺灣美術館）。
- 2017年4月1日：新增小黃公車黃1路（豐原─豐原球場）(採預約制營運)。豐原客運222路暫停營運。捷順交通357路原「嶺東科技大學(永春南路)」端點延駛至「嶺東科大第二校區(同安西巷)」，新增停靠「嶺東科技大學(嶺東路)」、「干城六村」、「嶺東三站」、「嶺東科大第二校區(同安西巷)」，取消停靠「嶺東科技大學(永春南路)」，並調整發車時刻。
- 2017年4月8日：中鹿客運新增655路 （高美濕地－新烏日火車站－嶺東科技大學）。
- 2017年4月10日：豐原客運989路部分班次延駛至「神圳國中」。
- 2017年5月26日：國光客運新增A2（台中國際機場－台灣大道－台中火車站）、A3（台中國際機場－中清路－逢甲大學）[76]。
- 2017年5月27日：巨業交通688路（清水火車站－港區藝術中心－高美濕地）通車。
- 2017年5月31日：中鹿客運新增74路（太平－新烏日火車站－嶺東科技大學）
- 2017年6月15日：中台灣客運新增151區（高鐵臺中站-朝陽科技大學/亞洲大學）
- 2017年6月20日：四方客運接駛352路，並變更為（大肚-中科管理局）
- 2017年6月28日：豐原客運新增850路（臺中火車站-谷關）
- 2017年7月1日：豐原客運266路繞駛松鶴部落
- 2017年7月7日：統聯客運、台中客運、巨業交通新增309路（高美濕地－台中火車站－高美濕地）
- 2017年7月10日：豐榮客運127路往豐樂公園方向調整行駛動線，新增站位「臺中洲際棒球場(崇德路)」
- 2017年7月31日：豐原客運172路，調整大安區行駛動線，新增停靠「南北七東西二路口」站及「田尾」，並調整發車時刻。捷順交通199路部分班次延駛至「龍津國中」，並調整發車時刻。
- 2017年8月1日：中台灣客運37路及125路整併為37路（橫山－高鐵台中站）。新增小黃公車黃2路（東勢－埤頭里）(採預約制營運)。豐原客運262路暫停營運。
- 2017年8月21日：豐原客運210路，大甲區起迄端點由「大甲」站調整至「大甲火車站」。
- 2017年8月24日：台中客運原100路裁切成901路（豐原－明德高中），201路（新民高中－亞洲大學）。[77]
- 2017年8月25日：東南客運新增668路（日南火車站－大甲區公所）。
- 2017年8月31日：四方客運新增355路(西苑高中—遊園中蔗路口)。
- 2017年9月1日：和欣客運160路及161路，台灣高鐵公司終止快捷公車聯合行銷合約，高鐵旅客轉乘「160僑光科大線」及「161中科管理局線」需付費搭乘。
- 2017年9月15日：巨業交通新增699路（大甲體育場－南埔）。
- 2017年9月25日：豐原客運217路停駛。
- 2017年11月1日：台中客運9路原下湳加油站端點延駛至三田國小，901(含副線)取消停靠豐原(北陽停車場)端點，並延駛至豐東北陽二街口。豐榮客運接駛228路，接駛後由僑光科技大學端延駛至「大鵬國小」，另將「文修停車場」之站點裁撤，並調整發車時刻。
- 2017年12月1日：台中客運9路區間車原下湳加油站端點延駛至三田國小。
- 2017年12月3日：豐原客運新增214路區間車（大甲火車站－永豐里活動中心）。
- 2017年12月31日：和欣客運160路繞駛林新醫院，新增「林新醫院(惠中路)」一站，往高鐵方向取消停靠「和欣朝馬站」，新增停靠「市政北七朝富路口」。

2018年
- 2018年1月1日：豐榮客運48路調整行駛動線，嶺東往火車站方向，取消停靠「臺中車站(臺灣大道)」，終點為「干城站」。巨業交通166路調整行駛路段，終點改為「臺中高工(復興路)」，不再行徑臺中高工至干城。 仁友客運358路，嶺東端原端點「嶺東文山六街口」延駛至「仁友停車場」，新增停靠：「勞工聯合服務中心」，逢甲端原端點「福星西安街口」延駛至「文修停車場」，停靠既有站位，並新增停靠「秋紅谷(河南路)」。
- 2018年1月16日：行經「豐原東站」各路線，乘客上下車地點，由目前之臨時帳棚處遷移至「A01候車亭」。
- 2018年2月1日：彰化客運99路部分班次延駛至「臺中區監理所(遊園路)」。
- 2018年2月5日：由統聯客運、台中客運、巨業交通聯營，新增310路臺中港聯外接駁公車（臺中港旅客服務中心－臺中火車站－臺中港旅客服務中心）。
- 2018年2月13日：捷順交通新增811路（豐原東站－大甲）與956路（豐原東站－光華高工）。
- 2018年2月14日：豐原客運236路與238路整併為238路，236路停駛。
- 2018年3月1日：中鹿客運74路部分班次繞駛「臺中市議會」。
- 2018年3月12日：中台灣客運151路原「市警局」端點延駛至「臺中市議會」，新增停靠「中央健保署(文心路)」、「市政惠文路口」，並調整發車時刻。
- 2018年4月4日：豐原客運240路停駛。
- 2018年5月31日：台中客運配合改善臺灣大道慢車道（河南路至文心路）（往臺中火車站方向）之交通況狀，33路、323路、324路、325路行駛動線及停靠站位調整：33路取消停靠「教師新村」及「新光三越」改停靠「新光／遠百（專用道）」，323路、324路、325路取消停靠「朝馬（臺灣大道）」、「秋紅谷（朝陽橋）」、「教師新村」、「新光三越」及「臺中市政府」，改為停靠「秋紅谷（專用道）」、「新光／遠百（專用道）」及「市政府（專用道）」。
- 2018年6月1日：豐原客運285路轉讓給東南客運行駛服務，並新增285路副線，路線變更為（新建國市場－竹仔坑）。
- 2018年8月1日：中鹿客運接駛99路，路線變更為（精武火車站-嶺東科技大學），取消停靠「新民高中」、「文英兒童公園」二站，新增「精武火車站（東光路）」、「精武進化路口」、「合作市場」、「力行國小」、「雙十國中」、「建國環中路口」，彰化客運退出臺中市公車經營行列。台中客運201路延駛至「柳豐路(亞大醫院)」。
- 2018年8月29日：中鹿客運新增800路捷運快線公車(捷運松竹站－捷運臺中高鐵站)。
- 2018年8月30日：統聯客運79路原「統聯轉運站」端點延駛至「中科管理局(中科路)」，並調整發車時刻。
- 2018年9月1日：四方客運352路部分班次延駛至「中科實驗中學」，並調整發車時刻及增加班次。
- 2018年9月12日：中台灣客運25路，「臺中火車站」停靠位置更動，以建國民族路口區分為A、B兩區，25路停靠於A區。
- 2018年9月22日：配合鐵路高架化工程及縮短民眾步行距離，調整「臺中火車站(金沙百貨)」停靠位置，27路改停靠「臺中車站(民族路口)」(志光補習班前)，7、12、33、35、37、102、105、131、158、700路，改停靠「臺中車站(臺灣大道)」(諾貝爾書局對面)，11左環、20、61、81、280、284、286、288、289路，改停靠「臺中車站(成功路口)」前。
- 2018年9月24日：全航客運65路，部分班次延駛「大富路98巷口」。
- 2018年9月27日：台中客運新增657路（大甲高工－建興）。
- 2018年10月1日：民眾在台中市只要使用悠遊卡及一卡通搭乘台鐵後2小時內轉乘公車可享整段路程免費，在全台中市18個火車站上下站都可通用，未來台鐵興建的5座新站也適用此方案，且不受10公里限制[78]。
- 2018年10月11日：統聯客運、台中客運、巨業交通為配合「臺中火車站1樓轉運中心月台啟用」，增設「臺中火車站」站位，聯營300路停靠A月台，309、310路則停靠B月台。
- 2018年10月29日：因潭子區公所遷移至現今的潭子聯合辦公大樓，原「潭子區公所」更名為「中山潭子街口」，「新興」更名為「潭子聯合辦公大樓」。同時，配合鐵路高架化各站啟用，各站新增及站位更名：158路新增「五權車站」，55、900、901路「舊社公園(北屯路)」更名為「捷運松竹站(北屯路)」，55、65、65延、900、901路「頭家厝」更名為「頭家厝車站」，58、58副、65、65延、901路「潭子火車站」更名為「潭子車站」，55、901、956路「永豐螺絲」更名為「栗林車站」，12、700路「豐原火車站」更名為「豐原車站」。
- 2018年11月1日：仁友客運30路，原「仁友停車場」端點取消停靠，並延駛至「中台新村」，新增停靠「中台溫泉路口」，並調整發車時刻。台中客運142路，調整起訖點，「豐年社區三站」（起點）及「豐年社區一站」（迄點）。建明客運新增661路（致用高中－永安國小－致用高中）。
- 2018年11月9日：捷順交通357路，原「嶺東科大第二校區(同安西巷)」延駛至「中台新村」，新增停靠「嶺東科大第二校區(中台路)」、「復興電台」、「中台溫泉路口」，並調整發車時刻。
- 2018年11月15日：建明客運新增662路（大甲高中(水源路)－大甲火車站－國立苑裡高中）。豐原客運原公路客運6506路（豐原—梨山）及6508路（梨山—武陵農場）移撥為臺中市市區公車865路及866路，865路將恢復行經臺八線（臨37便道）之谷關地區、德基水庫及新佳陽地區至梨山，取消行駛借道南投縣國姓鄉、埔里鎮、仁愛鄉及花蓮縣秀林鄉之動線，併取消停靠「福興橋」站至「大坪」站、埔里遊客中心、埔里(崎下)、霧社、國民賓館、翠峰、武嶺、松雪樓、大禹嶺等站；866路則不調整原有行駛動線及停靠站位。
- 2018年12月1日：東南客運67路原「東海別墅」端點，延駛至東海街口，新增「台糖公營學院」及「東海街口」站位。四方客運接駛68路原端點「東海別墅」端點，並延駛至「坪頂」，「東海別墅」、「台中精機」改為單邊設站，路線變更為主線（坪頂—中臺科技大學）、延駛線（鹿寮國中—中臺科技大學）。巨業交通166、167路停駛，因營運期限已屆滿，不再繼續行駛。
- 2018年12月9日：中鹿客運接駛仁友客運123路。
- 2018年12月16日：中鹿客運接駛仁友客運45路。
- 2018年12月23日：中鹿客運接駛仁友客運105路。

2019年
- 2019年1月1日：為利民眾辨識搭乘，「臺中火車站」周邊公車招呼站站名配合更名：「臺中火車站（金沙百貨）」更名為「臺中車站（民族路口）」、「臺中火車站（諾貝爾書局）」更名為「臺中車站（臺灣大道）」、「臺中火車站（巧合飯店）」更名為「臺中車站（成功路口）」、「臺中火車站（東站）」更名為「臺中車站（復興路）」
- 2019年1月14日：東南客運616路原「梧棲農會」端點，延駛至「臺中港郵局」，新增「梧棲（文化路）」、「頂寮里」及「臺中港郵局」站位。
- 2019年1月26日：捷順交通新增920路（八方國際夜市－育賢環中東/西路口）。
- 2019年4月1日：41路、81路、142路、163路、202路「精武火車站（精武路）」更名為「精武車站（精武路）」。同時，海線所有火車站周邊的公車站配合更名：「大肚火車站」更名為「大肚車站（沙田路）」、「大肚火車站（華山路）」更名為「大肚車站（華山路）」、「龍井火車站」更名為「龍井車站」、「沙鹿火車站」更名為「沙鹿車站」、「清水火車站（中山路）」更名為「清水車站（中山路）」、「清水火車站（中正街）」更名為「清水車站（中正街）」、「大甲火車站」更名為「大甲車站（中山路）」、「大甲火車站（光明路）」更名為「大甲車站（光明路）」、「日南火車站」更名為「日南車站」。
- 2019年4月29日：中台灣客運新增701路「豐原東站－新建國市場」(全線配置電動低底盤公車)。
- 2019年5月1日：中鹿客運新增813路（后里車站－大甲）(全線配置電動低底盤公車)。
- 2019年6月1日：中鹿客運新增812路（豐原東站－后里車站）(全線配置電動低底盤公車)；總達客運246路延駛至站前秀泰影城。
- 2019年6月20日：台中客運154路部分班次延駛至「頂店」。
- 2019年7月1日：四方客運新增242路（五權車站－一江橋）(全線配置電動低底盤公車)、248路（新烏日車站－修平科技大學）(全線配置電動低底盤公車)。
- 2019年7月12日：豐原客運266路公車：增加繞駛松鶴部落，併微調部分班次時刻。266繞公車（更名為「266繞 東勢－裡冷部落－谷關」）：增加繞駛裡冷部落、哈崙台部落，併微調部分班次時刻。
- 2019年8月30日：豐原客運219路（含延駛）公車，延駛至石岡區萬仙街仙塘坪巷55-1號，並新增「上龍興里」站；226路繞駛路線，延駛至后里區中社花市，更名為「226延 中社－南村路－太平里」，新增停靠「中社」、「三豐安眉路口」、「三豐福美路口」、「三豐九甲路口」、「三豐后科南路口」等站，取消停靠「中科后里辦公室」站，併微調部分班次時刻。全航客運新增65繞駛路線（南區公所－四張犁國中－潭雅神綠園道）。
- 2019年9月1日：中鹿客運新增921路（豐原東站－栗林車站－軍功松竹路口）；中台灣客運658路主線原「大安區公所」端點，延駛至「大安濱海樂園」，更名為「658 大安濱海樂園－惠文高中(惠中路)」，新增「中庄」、「中山南中海路口」、「下龜殼」、「龜殼里」、「溪洲」、「塭寮橋」、「大安港」、「媽祖園區」、「福住里環保公園」、「北汕公園」、「大安濱海樂園」等站，並更改其發車時刻表；豐原客運172路新增「媽祖園區」站位。
- 2019年10月1日：台中市公車大改點。
- 2019年10月4日：豐榮客運48路往台中火車站方向取消停靠慢車道朝馬至台中市政府之沿線站點，改由公車專用道上的站點停靠。另外原干城站之端點延駛至興大附農。
- 2019年10月15日：中鹿客運新增83路（捷運文心森林公園站－仁友停車場）；中鹿客運接駛仁友客運21路、52路；台中客運14副神岡端點部分班次延駛至「大圳厚生路口」，路線名稱「14副2 干城站－大圳厚生路口」，單邊往干城站增停「庄頭」、「神岡圖書館」，單邊往大圳厚生路口增停「神岡農會」、「神岡」（往中正路方向），雙向皆增停「神圳國中」、「大圳福庄街口」、「庄後里（大圳路）」、「大圳中車路口」、「大圳厚生路口」。
- 2019年10月16日：四方客運新增243路（東山高中－亞洲大學安藤館）(全線配置電動低底盤公車)、922路（北屯區行政大樓－大坑9號步道）(全線配置電動低底盤公車)。
- 2019年10月9日：豐榮客運48路起站調整至「興大副農(台中路)」，取消停靠第一廣場及干城站，增加停靠台中車站(台灣大道)、第三市場、台中國小[79]。
- 2019年11月1日：為配合業務需求，93、181、210、214、305、661(右環)、662、668、813路將「大甲車站（中山路）」往大甲郵局方向之站位遷移至中山路一段963-1號對面。
- 2019年11月30日：增加12條公車路線進入台中車站底下之台中轉運中心，再加上原有的3條雙節公車路線，未來有15條公車停靠轉運中心各月台，目前規劃3線之雙節公車(300、309、310路)整合停靠A月台。B月台停靠12、58、65、71、131路公車（經崇德路往潭子、豐原）。C月台停靠50、55、73、75路公車（經北屯路往潭子、豐原及往東區、太平）。D月台停靠5、25、35路公車（往一中商圈、逢甲商圈）。
- 2019年12月1日：台中客運157路調整甲后路動線，裁撤「外埔郵局」及「外埔國中」，「外埔」改為雙向僅停靠一次（原為雙向皆停靠兩次），並增停「二崁」、「甲后六支巷口」、「久輪公司」、「三崁」、「三崁中點」、「司普公司」、「四塊厝（甲后路）」及「忠明新城」。豐榮客運127路部分班次延駛至「大慶車站（建國北路）」，延駛路線原昌平路路段改為行駛崇德路，不停靠「三分埔」、「松竹國小」、「頂頭張（昌平路）」、「頭張（昌平路）」、「民俗公園（昌平路）」、「昌平文心路口」、「頂二分埔」、「下二分埔」、「文昌國小（興安路）」、「漢口興安路口」、「漢口熱河路口」，新增停靠「崇德六路口」、「崇德五路口」、「崇德一路口」、「崇德國中（民俗公園）」、「崇德瀋陽路口」、「崇德文心路口」、「崇德北平路口」、「崇德青島路口」以及延駛路段「文心南三民西路口」、「中山醫學大學」、「大慶車站（建國北路）」。
- 2019年12月15日：台中客運41路延駛至修平科技大學，路線名稱更名為「公共資訊圖書館－修平科技大學」，中途新增「牛角坑」、「健康社區」、「竹仔坑」、「大愛一村」、「和大公司」、「金田公司」、「車站前（仁化路）」、「修平科技大學」等站位，並調整部分班次發車時刻。

2020年
- 2020年1月6日：台中客運26路新增「學田路九十八巷口」站。
- 2020年1月13日：統聯客運81路往統聯轉運站新增「精武進化路口」站。
- 2020年1月16日：統聯客運53路、20路(含區間車)新增「東光路884巷」站。
- 2020年1月25日：台中市公車雙十政策上路，最高票價上限收費十元。
- 2020年2月12日： 【施工改道(取消停靠)】全航客運65路延駛(02/12至06/30止)配合道路施工工程，縮短行駛與取消停靠站位公告。
- 2020年3月6日：文心路主線段第1、3階段施工期間，影響公車站牌為「捷運臺中市政府站」及「市警局站」，1. 施工範圍：文心路二段(大墩二十街至大隆路)(如圖) 2. 施工時間：3月6日起至5月31日 3. 影響路線：53路、73路、151路、152路、153路、157路、359路、800路 。
- 2020年4月3日：搭乘大眾運輸工具應全程戴口罩，未戴者將先勸導，勸導不聽者將開罰3000元至1萬5000元。台中市政府配合中央政策，民眾即日起在台中市搭乘公車應全程佩戴口罩，並禁止於車內飲食，呼籲民眾配合。
- 2020年4月8日：中鹿客運新增16路（彰化車站－朝馬轉運站），為唯一進入臺中市之彰化縣公車路線。
- 2020年4月15日：四方客運68路原「中臺科技大學」端點延駛至「新桃花源橋」（延駛鹿寮國中及繞駛國安國小路線不調整）。
- 2020年7月1日：建明客運新增839路（泰安車站－日南－國立苑裡高中）。
- 2020年7月24日：原東南客運67路因司機不足進而嚴重脫班，市府交通局決議暫由台中客運、中鹿客運、統聯客運、總達客運聯合代駛，直至評選出新業者接駛。
- 2020年8月17日：四方客運新增249路（台中車站(民族路口)－修平科技大學）。
- 2020年8月19日：中鹿客運新增525路（臺中刑務所演武場－社口）；中鹿客運接駛原豐原客運營運之229路（豐原東站－朝馬）並改號為529路[80]。
- 2020年9月1日：四方客運922路原「大坑九號步道」端點延駛至「中臺科技大學校區」。
- 2020年9月12日[81]： 豐原客運288路、289路取消停靠「臺中車站(成功路口)」站、「臺中車站(民族路口)」站、「臺中家商」站、「臺中車站(復興路)」站，另新增停靠「臺中車站(大智北路)」站。[82]統聯客運20路改道行駛綠川東街-成功路-新民街-大智北路-大智路-建成路，取消停靠「臺中車站(成功路口)至「建成大智路口」等6個站位，新增「臺中車站(大智北路)」、「新時代購物中心」及「大智忠孝路口」等站位。[83]統聯客運56路由原端點「干城」站延駛至「新建國市場(3號門)」站。[84]台中客運131路往朝陽科技大學方向，自停靠「干城站」後，改進入臺中轉運中心D月台，改行駛新民街-大智北路-大智路-忠孝路-台中路，接原行駛動線，取消停靠「臺中車站(臺灣大道)」及「第三市場」。132路往朝陽科技大學方向，自停靠「彰化銀行(自由路)」後，增停「第一廣場」，直接進入臺中轉運中心D月台,改行駛新民街-大智北路-大智路-忠孝路-台中路，接原行駛動線，取消停靠「臺中車站(臺灣大道)」及「第三市場」。323路起迄點站改為「新建國市場(3號門)」，自停靠「第一廣場」後，行駛建國路-新民街-大智北路-「臺中車站(大智北路)」-大智路-建成路-進德路-「新建國市場(3號門)」。[85]中鹿客運52路發車站原中興大學調整為太原車站，取消停靠站「國光國小」、「靈山寺」、「建成正氣街口」、「臺中國小」、「第三市場」、「臺中車站(民族路口)」、「臺中車站(成功路口)」、「進化國瑞街口」、「進化天祥街口」。[86]
- 2020年11月1日：建明客運接駛原南投客運營運之39路（高鐵臺中站－立新國小），南投客運退出臺中市公車經營行列。
- 2020年11月16日：四方客運242路原「民興公園（執行分署）」端點延駛至「捷運大慶站（建國北路）」。
- 2020年12月18日：中鹿客運921路原「軍功松竹路口」端點延駛至「捷運北屯總站（敦富路）」。

2021年
- 2021年1月1日：實施市民綁定卡別享有使用綁定市民限定乘車優惠的電子票證（包含悠遊卡(EASYCARD)、一卡通(iPASS)、愛金卡(icash2.0)）可享「10公里免費＋超過10公里車資上限10元」的雙十優惠政策(設籍市民、就學學生、新移住民等)。非市民搭乘依里程計費，投現上車應付車資全票20元、半票11元，超過基本里程再依實際搭乘距離計算下車應付車資；另使用電子票證，刷卡上車應付車資全票僅扣15元(享有5元的優惠)、半票11元，超過基本里程再依實際搭乘距離計算下車應付車資。臺中市委託發行敬老愛心卡先享有雙十乘車優惠，即搭乘距離在10公里內不會扣點，搭乘超過10公里最多扣10點。
- 2021年1月5日：中鹿客運接駛原東南客運67路（先前由四家客運業者代駛），路線變更為「秀泰影城－中富國宅」。
- 2021年1月7日：中鹿客運655路（高美濕地－新烏日火車站－嶺東科技大學）停駛。[87]
- 2021年1月11日：仁友客運30路（中台新村－第一廣場－中台新村）原中台新村端點，部分班次延駛臺中區監理所。
- 2021年1月15日：豐榮客運48路臺灣大道段全線改行駛為優化公車專用道。統聯客運73路、77路、152路，台中客運151路、323路、324路、325路，臺灣大道段部分改行駛為優化公車專用道，縮短整體行駛時間[88]。豐原客運989路（含延駛），於神岡區新增「國豐神洲路口」站。[89]
- 2021年1月16日：台中客運新增307路副線（四維港新五路口－臺中車站－四維港新五路口）。
- 2021年1月18日：豐原客運865路路線區間調整，原865路（谷關－梨山）改為區間車；原865臨時路線（豐原－東勢－梨山）則改為正線，且不再經過南投縣。
- 2021年2月1日：豐原客運237路新增區間車（豐原－麗水）。豐原客運51路、280路及286路，取消停靠「新時代購物中心」站（往復興路方向）。[90]
- 2021年2月26日：台中客運66路、72路，統聯客運77路從原先慈濟醫院再延駛至潭子聯合辦公大樓，新增停靠中興。[91]
- 2021年4月1日：豐原客運238路，於沙鹿區新增「鎮南沙田路口」站（往臺中港郵局方向，單邊設站）。[92]
- 2021年4月12日：台中客運307路，調整行駛動線，原「大智路－臨港路」路段改為繞駛「大智路－八德路－大勇路－臨港路」；新增停靠「八德四維中路口」、「頂寮里文化廣場」、「大勇南北路口」及「港灣技術中心（大勇路）」站，取消停靠「大智梧北路口」（雙向）與「港灣技術中心」（單邊，往新民高中方向）站。[93]
- 2021年4月25日：烏日公車南站啟用，統聯客運3路、建明客運39路、台中客運93路、101路、102路、133路、中鹿客運617路改線行駛，不再停靠「高鐵臺中站」，改停靠「新烏日車站」。
- 2021年4月26日：因市區公車統聯客運 53路、中鹿客運800路兩條路線，因與捷運大幅重疊，800路為臺中捷運綠線的先導公車，路線和停靠站和捷運一樣，800路改為「綠1」走Ｓ型路線，以台灣大道為分界，北段以漢口路為主要幹道；南段改走大墩路，擴大捷運服務路廊，串接居民到附近的捷運站。53路目前從霧峰省議會到北屯大坑，裁切成兩段為「綠2」、「綠3」兩路。綠2屬於北段，從太原車站到捷運文心森林公園站；綠3是南段，從省議會到台中市議會。[94]
- 2021年4月30日：豐原客運280路及286路公車，於大里區新增「仁化工業區服務中心」站。[95]
- 2021年5月1日：統聯客運75路、85路、四方客運242路、總達客運246路，原端點一江橋延駛至太平區吉星社區，並在新城路增設「立德書院」及「吉星社區」兩個雙向站位，增加附近居民交通便利性。台中客運41路、284路雙向新增「仁化工業區服務中心」。豐原客運237路新增「進化宮」。[96]
- 2021年5月10日：中台灣客運25路原端點「文修停車場」延駛至「凱旋敦化路口」，改行駛福星北路-黎明路三段-凱旋路，取消停靠「文修停車場」及「西苑高中」，增加「黎明福星北路口」、「黎明僑大三街口」、「黎明僑大六路口」。[97]全航客運5路，台中客運33路、35路，和欣客運160路，捷順交通199路，四方客運354路，仁友客運358路返程調整行駛動線為福星路→黎明路三段→原路線，返程不停靠「文修停車場」，返程增加停靠「集福堂」、「福星光明路口」。
- 2021年5月17日：中台灣客運658路、658延路，台中客運154路、157路，中鹿客運813路雙向新增「甲后路五段316巷口」。[98][99]
- 2021年7月28日：台中客運27路，統聯客運56路，捷順交通357路，仁友客運358路撤除「春社里（忠勇路）」站。
- 2021年8月1日：統聯客運79路「中科轉運站」改為停靠10號月台。
- 2021年8月6日：中鹿客運新增361路（龍津高中－臺中榮總(臺灣大道)）。
- 2021年8月28日：中鹿客運接駛原豐榮客運40路（臺中車站－中台新村）及89路（嶺東科技大學－東門橋），並調整部分路線及停靠站；812路調整發車時刻；813路新增副線（延駛鐵砧山、忠靈祠）及繞線（繞駛大甲區衛生所）。
- 2021年9月18日：台中客運、全航客運、豐原客運聯營之11路轉型為台灣好行臺中時尚城中城線並於當日通車。
- 2021年10月1日：為舒緩介乎惠來路至惠中路一段台灣大道慢車道的擠塞情況，5路往臺中車站方向改經惠來路二段和市政北五路前往惠中路二段，取消位於臺灣大道的「新光三越」站改停「新光三越(惠來路一)」。
- 2021年10月15日：新增65副線，原頭張路段改行駛松竹路、敦富路及南興北一路。
- 2021年12月1日：中鹿客運67路原「中富國宅」端點延駛至「臺中區監理所（遊園路）」。
- 2021年12月23日：四方客運新增245路（大肚區公所－亞大醫院）、365路（高鐵臺中站－國安社區(宜寧中學)）。

2022年
- 2022年1月24日：梨山社區發展協會試營運梨山1路（新佳陽－環山部落）。[100]
- 2022年2月1日：四方客運242路原「捷運大慶站（建國北路）」端點延駛至「高鐵臺中站」。
- 2022年3月15日：四方客運249路部分班次延駛至「朝陽科技大學」。
- 2022年3月23日：中台灣客運新增651路（大甲區公所－臺中女中）。[101]
- 2022年4月25日：巨業交通新增368路（巨業沙鹿站－靜宜大學主顧聖母堂）。
- 2022年4月29日：國光客運新增86路（臺中轉運站－國軍臺中總醫院）、接駛原豐原客運289路（臺中二中－東平社區）。捷順交通A1路（臺中國際機場－臺中公園）、國光客運A2路（臺中國際機場－臺中車站）、A3路（臺中國際機場－逢甲夜市）停駛。
- 2022年6月10日：91路（含繞駛與延駛）、182路、183路、185路、186路、218路、220路（含繞駛）、232路、237路（含區間車）、238路、239路及聯營63路公車之「豐原東站」更名為「豐原轉運中心」。
- 2022年6月22日：四方客運新增88路（臺中榮總－麗園公園）、綠4路（中科管理局－捷運文心中清站）。
- 2022年7月1日：新闢及調整6條幹線公車，尖峰時段10分鐘一班，離峰時段15分鐘一班，區間內各站皆停，全線配置綠能低底盤公車。復興幹線100路「新民高中-公共資訊圖書館-高鐵臺中站」由102路變更路線編號，並調整為單循環路線。中興幹線200路「新民高中-省議會-亞大醫院」由201路變更路線編號，並調整為單循環路線。原200路變更為200跳蛙。臺灣大道幹線300路「臺中車站-市政府-靜宜大學」由原300路轉型。中清幹線500路「公共資訊圖書館-水湳-臺中國際機場」由9路變更路線編號，並調整為單循環路線。原500路變更為500跳蛙。原9路行駛路線「公共資訊圖書館-臺中國際機場-三田國小」改為500延、9路區間車500延區1，因應單循環發車模式，新增首班自公共資訊圖書館發車之500延區2及末班自三田國小發車之500延區3。崇德幹線700路「新建國市場-臺中洲際棒球場-翁子保養廠」由701路變更路線編號，並由原行駛雙十路區間改行駛三民路。原700路變更為700跳蛙。北屯幹線900路「光明國中-潭子車站-豐原」由55路變更路線編號。原900路變更為900跳蛙。原82路「貿易三村-高鐵臺中站」改為82路「貿易三村-臺中車站」及82延「貿易三村-高鐵臺中站」。6路原行駛中清路部分區間改行駛經貿路，14路主線由每日44班次調整為每日37班次。
- 2022年8月22日：91路舊庄開05：30班次，調整行駛動線改為行經「東山」（新路線：91繞2，不經「新庄」），另91繞調整路線編號為91繞1（91繞更改為91繞1「舊庄-東興-中興嶺停車場」，新增91繞2「舊庄-東山-中興嶺停車場」）。
- 2022年10月23日：中台灣客運新增888路「豐原轉運中心－泰安車站」。
- 2022年11月1日：台中客運全面代駛97路線。[102][79]東南客運放棄經營98路線，並由中台灣客運全面代駛。[103][79]，並大幅調整時刻，平日神岡由 主9繞2 增加為 主10繞2；平日普濟寺由 主9繞2 增加為 主12繞4[79]，中台灣客運152路義士祠端延駛至翁子，雙向取消「圓環東水源路口」，往臺中市議會方向加停「翁子國小」、「王家厝」、「豐陽國中」、「豐陽路235巷口」、「南興宮」、「豐原國中」、「水源豐原大道口」、「豐勢明興街口」和「豐原轉運中心」，以翁子國小為起點，往翁子方向加停「豐原轉運中心」、「豐勢明興街口」、「大楓樹福德祠」、「永豐原紙廠」、「翁子」和「翁子保養廠」，並取消「義士祠」並以該站為終點，並將路線名稱由「豐原－臺中市議會」變更為「翁子－臺中市議會」。
- 2022年11月5日：台中客運新增66路副線「台鐵松竹車站－大坑1.3.9.10登山步道」。
- 2022年11月21日：中鹿客運361路臺中榮總端延駛至「圖書館溪西分館」，往圖書館溪西分館方向加停「福安里（臺灣大道）」，雙向新增「東大附中」、「普濟寺」、「榮總北院」」、「臺灣大道玉門路口」、「臺中捐血中心」、「臺灣大道玉門路口」、「中港澄清醫院」、「中港新城」和「統聯轉運站」，路線名稱由「龍津高中-臺中榮總」變更為「龍津高中－圖書館溪西分館」。
- 2022年12月1日：中鹿客運代駛仁友客運19路、30路、32路、358路。
- 2022年12月12日：中台灣客運152路路線調整12月12日至2023年1月31日，往台中市議會方向原豐原區文化路改走水源路，並改雙向停靠「水源愛國街口」。

2023年
- 2023年1月1日：統聯客運18路「大智喬城路口」往大里方向延駛至「大智中興路口」端點，往朝馬轉運站調整至「大智益民路口」端點，新增「明德高中（明德街）」、「明德高中（台中路）」、「南門橋頭」。
- 2023年1月13日：豐原客運、統聯客運共營63路取消停靠「朝馬(臺灣大道)」、「秋紅谷(朝陽橋)」，改停「秋紅谷(專用道)」
- 2023年1月17日：因應東區大型商場開幕及新建國市場周邊交通環境變化，2023/1/23到2/28間試辦調整路線，統聯客運18路，雙向取消「新建國市場(3號門)」、「新建國市場(1號門)」，改雙向停靠「新建國市場(6號門)」、「新建國市場(8號門)」。
- 2023年1月23日：因應東區大型商場開幕及新建國市場周邊交通環境變化，2023/1/23到2/28間試辦調整路線，中台灣客運700路崇德幹線，往新建國市場取消「新建國市場(1號門)」、「建成大振街口」、「新建國市場(6號門)」，往帝國製糖廠新增「新建國市場(3號門)」；統聯客運281路（含副延），原新建國市場改帝國製糖廠為端點，雙向取消「新建國市場(1號門)」、「自由進德路口」、「自由富台東街口」、「立體停車場（自由路）」、「干城站」，往帝國製糖廠取消「秀泰廣場」，雙向增停「台中車站（大智北路）」，往帝國製糖廠新增「新時代購物中心」、「大智忠孝路口」、「新建國市場(3號門)」。
- 2023年2月1日：因應東區大型商場開幕及新建國市場周邊交通環境變化，2023/1/23到2/28間試辦調整路線，統聯客運56路新建國市場端延駛至太平新光里，取消「新建國市場(3號門)」、「新建國市場(1號門)」，改雙向停靠「新建國市場(6號門)」及往太平新光里新增「精武車站（精武路）」，雙向增停「新光里（新福路）」、「新福里（新福路）」、「新光里（中山路）」、「東光十甲路口」、「東光旱溪街口」、「建成樂業路口」、「新建國市場(8號門)」，未來路線名稱由「新建國市場－新烏日車站」變更為「太平－新烏日車站」。
- 2023年2月6日：統聯客運75路「太順太和路口」原僅太平方向設站，改為雙向設站。
- 2023年2月24日：中鹿、台中、全航客運14、28、65繞、105路「四張犁后庄路口」取消設站，並與四民市場合併設站。
- 2023年3月10日：18、56、242、285(副)、323(區)東區「新建國市場(3號門)」站更名為「新建國市場(進德路)」站。
- 2023年3月15日：27及325路往臺中車站方向取消停靠「臺中車站（民族路口）」站改以，「第一廣場」站為端點。
- 2023年4月1日：原豐榮客運48、127、228三路線因故退出台中市公車經營，改由巨業客運接手代駛。
- 2023年4月24日：台中.豐原.中鹿客運69(繞)、123、128(區)、237(區)、238、239、500(延、延區3)，「漢翔復材中心」雙向併至「台中國際機場」。
- 2023年5月1日：中鹿客運代駛仁友客運283路，仁友客運退出台中市公車營運。
- 2023年6月1日：812、813路112年6月1日起路線整併。
- 2023年6月19日：統聯客運、豐原客運63路延駛至「國安社區(宜寧中學)」，雙向新增「臺中榮總(東大路)」、「瑞聯天地(東大路)」、「榮總北院」、「國安社區(宜寧中學)」，路線名稱由「臺中榮總－翁子」變更為「宜寧中學－翁子」。
- 2023年7月20日：台中客運323路「臺中區監理所（遊園南路）－新建國市場(進德路)」延長為「彩虹眷村(嶺東南路)－新建國市場(6號門)」。323區於同日起併入主線[104]
- 2023年8月1日：台中客運71路停駛。
- 2023年8月9日：台中客運324路調整行駛動線，裁撤台中車站—新民高中區間，路線變更為單循環，至台中車站即折返回台中都會公園。
- 2023年8月21日：中台灣客運正式接駛98路神岡舊庄至普濟寺，並調整部分時刻。[105]
- 2023年9月11日：中台灣客運281延延駛至「朝陽科技大學第二宿舍」站，並調整發車時刻。
- 2023年9月16日：睿奕交通新增678路「臺中港旅客服務中心－沙鹿西站」。
- 2023年10月1日：巨業交通接駛127路、328路(原48路)、528路(原228路)。
- 2023年10月16日：總達客運246路新增延線「中國醫藥大學－吉星社區」。
- 2023年10月17日：因應四方客運於10月16日第2次延遲發放員工薪資，引發勞資爭議，導致所屬駕駛員發起罷工，交通局緊急啟動代駛機制，10月18日四方公司多數司機仍維持罷工狀態，僅少部分路線司機出勤，故其餘路線仍維持由其他業者代駛，除243、248、249路、之外，其餘路線分別由台中客運、統聯客運、中台灣客運、全航客運、巨業客運、中鹿客運、睿奕交通代駛。[106]
- 2023年11月20日：163路調整動線自國軍英雄館發車，營運區間改為國軍英雄館—華盛頓中學—國軍英雄館。
- 2023年12月1日：原捷順交通199路「龍井竹坑口－文修停車場」，由台中客運、統聯客運聯合代駛。
台中客運69路調整行車路線，改行駛市政北六路→河南路→台灣大道，新增停靠老虎城(市政北六路)，取消停靠新光三越(惠來路)。
- 2023年12月16日：統聯客運代駛原捷順交通811路「豐原轉運中心-大甲體育場」、920路「八方國際夜市-育賢環中東/西路口」、956路「豐原轉運中心-光華高工」，18路「朝馬轉運站-大智喬城路口」停駛；台中客運代駛原捷順交通357路「中台新村-臺中榮總」並整併台中客運69路繞線。
- 2023年12月23日：捷順交通356路「國安社區（宜寧中學）－捷運大慶站（建國北路)」及359路「東海別墅－捷運文心森林公園站」停駛，捷順交通退出台中市公車營運。

2024年
- 2024年1月15日：統聯客運新增958路「豐原轉運中心－臺中車站」。
- 2024年2月1日：睿奕交通新增市民小巴1路「大安國中-福住里」、市民小巴2路「大甲車站-泰安車站」、市民小巴3路「大甲車站-麗寶樂園」、市民小巴4路「中社-太平里」替代豐原客運172「大甲－福住里」、210「大甲－土城」、214「后里馬場－大甲車站」、226「中科后里辦公室－太平里」（含226延「中社－南村路－太平里」）。[107][108]
- 2024年2月7日：豐原客運171、172、210、214、216及226等六條公車路線停駛。其中172、210、214、226等公車路線，由睿奕交通行駛之市民小巴路線替代，並調整行駛動線。
- 2024年2月16日:中鹿客運接駛88路「宜寧中學-麗園公園」、352路「大肚-中科管理局」、352延路「大肚-中科實驗高中」及355路「仁友停車場-西苑高中」。
- 2024年2月19日：統聯客運61路線取消行駛中清東路，改行駛中清路。
- 2024年3月1日:全航客運接駛249路「臺中車站-修平科技大學」、249延路「臺中車站-朝陽科技大學」及922路「敦化公園-中臺科技大學」並調整58副、65(含延、副)、158路時刻表；台中客運接駛243路「東山高中-亞洲大學安藤館」、245路(含繞)「頂街(沙田路)-亞大醫院」、248路「新烏日車站-修平科技大學」並調整6、131、323路時刻表。
- 2024年4月1日:中台灣客運接駛920路「八方國際商城-育賢建和路口」及956路「翁子國小-光華高工」(含副)「翁子國小-吉星社區」；睿奕交通市民小巴1路「大安國中-福住里」起訖點改為「大甲車站-福住里」，市民小巴2路「大甲車站-泰安車站」、市民小巴3路「大甲車站-麗寶樂園」起訖點改為「大甲車站-后里」、市民小巴4延路「中社-太平里」繞駛泰安國小並調整4條路線時刻表。[109]
- 2024年5月1日：台中客運、統聯客運接駛199路「龍井竹坑口-文修停車場」並調整為675路「龍津高中-凱旋敦化路口」；台中客運、中台灣客運接駛811路「豐原轉運中心-大甲體育場」；巨業客運305路(含E、W)公車，取消停靠「巨業大甲停車場」1站，新增停靠「大甲國中」、「文武公園」2站；305區路公車取消停靠「大同診所」、「永信藥品頂店工廠」及「巨業大甲停車場」3 站，新增停靠「大甲國中」、文武公園」2站。[110]
- 2024年5月6日：市民小巴2路延駛大甲國小，新增市民小巴2區間車「外埔區公所-土城」。[111]
- 2024年6月1日：中台灣客運658(含副)路公車調整停靠臺灣大道公車專用道站位,新增「坪頂(專用道)」、「東海別墅(專用道)」、「榮總/東海大學(專用道)」、「玉門路(専用道)」、「澄清醫院(專用道)」、「中港新城(專用道)」、「福安(専用道)」站、取消「坪頂」、「東海別墅」、「臺中榮總(臺灣大道)」、「東大附中」、「中港澄清醫院」、「統聯轉運站(站內)」站；睿奕交通市民小巴4(含延)路新增「啟明學校宿舍」1站。[112]
- 2024年6月7日:巨業交通111路與688路調整為688路(原111路)「清水車站-鰲峰山公園-臺中港旅客服務中心」與688副路(原688路)「清水車站-臺中港旅客服務中心」。
- 2024年7月1日:配合路線整合提升營運效率，中台灣客運1路「臺中刑務所演武場－中台科技大學校區」調整為1路「中台科技大學校區－捷運四維國小站－中台科技大學校區」；統聯客運75路「臺中榮總－吉星社區」調整為75路「中科管理局－國軍英雄館」及241路「臺中刑務所演武場－吉星社區」；中鹿客運30路(代駛)「中台新村－第一廣場－中台新村」、30延「台中區監理所－第一廣場－台中區監理所」及40路「中台新村－干城站－中台新村」調整為30路「中台新村－第一廣場－中台新村」、30延「台中區監理所－第一廣場－台中區監理所」及30路副線「中台新村－干城站－中台新村」；台中客運66(含副)路新增「雅歌皇家」、「連坑巷」、「董聖巖」、「長壽橋」4站。[113][114][115]
- 2024年7月15日：睿奕交通接駛豐原客運170路「台中港旅客服務中心-大甲」並變更為679路「新政大安港路口-台中國際機場」及679副路「新政大安港路口-沙鹿西站」；台中客運66(含副)路新增「橫坑巷95之5號」、「三號步道停車場」、「大蓄水池」、「濁水頭」4站；豐原客運新增211區3路「土城-大甲體育場」。
- 2024年7月29日：統聯客運新增75副路「中科管理局-臺中榮總-國軍英雄館」，並調整發車時刻。[116][117]
- 2024年8月1日：中台灣客運新增889路「豐原轉運中心-大雪山森林遊樂區」，為台灣好行大雪山線。[118]
- 2024年8月19日：中台灣客運95副路更改編號為695路，並調整行駛路線。[119]全航客運249路延駛至朝陽科技大學。[120]
- 2024年8月26日：中路客運813區2路併入813區1路公車，並調整行駛路線及發車時刻，裁撤「大甲國小(育德路)」、「大甲區衛生所」、「大甲國小(雁門路)」3站位。[121]
- 2024年8月28日：中台灣客運151路起訖點縮短為「高鐵臺中站－朝陽科技大學」、新增151延路「臺中市議會－朝陽科技大學」。[122]
- 2024年8月30日：中鹿客運接駛68路並變更為「精武車站－捷運四維國小站」。[123]睿奕交通新增679副2路「新政大安港路口－沙鹿西站」。
- 2024年9月1日：台中客運接駛97路「國立苑裡高中-臺中國際機場」，並調整2班次進入嘉陽高中校園。[124]中鹿客運19路(代駛)延駛至向上民權路口。[125]
- 2024年10月1日：中鹿客運接駛32路「大鵬新城－東英二街長福路口」、283路「霧峰－大里仁愛醫院」、358路「仁友停車場－文修停車場」（含延路「臺中區監理所－文修停車場」）。[126]

## 運量
2011年（民國100年）
|                                                | 一月  | 二月   | 三月   | 四月   | 五月   | 六月   | 七月   | 八月   | 九月   | 十月   | 十一月 | 十二月 | 全年     |            |
| ---------------------------------------------- | ----- | ------ | ------ | ------ | ------ | ------ | ------ | ------ | ------ | ------ | ------ | ------ | -------- | ---------- |
| 月運量                                         | 309萬 | 296萬  | 388萬  | 379萬  | 412萬  | 433萬  | 481萬  | 514萬  | 549萬  | 582萬  | 556萬  | 624萬  | 5520萬人 | 月運量     |
| 平均日運量                                     | 9.9萬 | 10.5萬 | 12.5萬 | 12.6萬 | 13.2萬 | 14.4萬 | 15.5萬 | 16.5萬 | 18.2萬 | 18.7萬 | 18.5萬 | 20.1萬 | 15.1萬人 | 平均日運量 |
| 2011年12月創下2011年前臺中市公車單月最高運量。 |       |        |        |        |        |        |        |        |        |        |        |        |          |            |

2012年（民國101年）
|                                                | 一月   | 二月   | 三月   | 四月   | 五月   | 六月   | 七月   | 八月   | 九月   | 十月   | 十一月 | 十二月 | 全年     |            |
| ---------------------------------------------- | ------ | ------ | ------ | ------ | ------ | ------ | ------ | ------ | ------ | ------ | ------ | ------ | -------- | ---------- |
| 月運量                                         | 525萬  | 568萬  | 645萬  | 636萬  | 682萬  | 636萬  | 668萬  | 671萬  | 738萬  | 797萬  | 760萬  | 822萬  | 8148萬人 | 月運量     |
| 平均日運量                                     | 16.9萬 | 19.6萬 | 20.8萬 | 21.2萬 | 21.9萬 | 21.1萬 | 21.5萬 | 21.6萬 | 24.6萬 | 25.6萬 | 25.3萬 | 26.5萬 | 22.3萬人 | 平均日運量 |
| 2012年12月創下2012年前臺中市公車單月最高運量。 |        |        |        |        |        |        |        |        |        |        |        |        |          |            |

2013年（民國102年）
|                                                                                                 | 一月   | 二月   | 三月   | 四月   | 五月   | 六月   | 七月   | 八月   | 九月   | 十月   | 十一月 | 十二月 | 全年      |            |
| ----------------------------------------------------------------------------------------------- | ------ | ------ | ------ | ------ | ------ | ------ | ------ | ------ | ------ | ------ | ------ | ------ | --------- | ---------- |
| 月運量                                                                                          | 783萬  | 684萬  | 857萬  | 819萬  | 877萬  | 843萬  | 807萬  | 829萬  | 906萬  | 968萬  | 944萬  | 1003萬 | 1.032億人 | 月運量     |
| 平均日運量                                                                                      | 25.2萬 | 24.4萬 | 27.6萬 | 27.3萬 | 28.2萬 | 28.0萬 | 26.0萬 | 26.7萬 | 30.1萬 | 31.2萬 | 31.4萬 | 32.3萬 | 28.3萬人  | 平均日運量 |
| 2013年12月創下2013年前臺中市公車史上單月最高運量。 2013年為臺中市公車史上首次年運量破億之年份。 |        |        |        |        |        |        |        |        |        |        |        |        |           |            |

2014年（民國103年）
|                                                    | 一月   | 二月   | 三月   | 四月   | 五月   | 六月   | 七月   | 八月   | 九月   | 十月   | 十一月 | 十二月 | 全年       |            |
| -------------------------------------------------- | ------ | ------ | ------ | ------ | ------ | ------ | ------ | ------ | ------ | ------ | ------ | ------ | ---------- | ---------- |
| 月運量                                             | 890萬  | 838萬  | 995萬  | 973萬  | 1028萬 | 973萬  | 947萬  | 1085萬 | 1062萬 | 1183萬 | 1153萬 | 1200萬 | 1.2324億人 | 月運量     |
| 平均日運量                                         | 28.7萬 | 29.9萬 | 32.1萬 | 32.4萬 | 33.1萬 | 32.4萬 | 30.5萬 | 35萬   | 35.4萬 | 38.2萬 | 38.4萬 | 38.7萬 | 33.8萬人   | 平均日運量 |
| 2014年12月創下2014年前臺中市公車史上單月最高運量。 |        |        |        |        |        |        |        |        |        |        |        |        |            |            |

2015年（民國104年）
|            | 一月   | 二月   | 三月   | 四月   | 五月   | 六月   | 七月   | 八月   | 九月   | 十月   | 十一月 | 十二月 | 全年       |            |
| ---------- | ------ | ------ | ------ | ------ | ------ | ------ | ------ | ------ | ------ | ------ | ------ | ------ | ---------- | ---------- |
| 月運量     | 1109萬 | 892萬  | 1094萬 | 1116萬 | 1142萬 | 1104萬 | 1068萬 | 1030萬 | 1098萬 | 1207萬 | 1152萬 | 1235萬 | 1.3249億人 | 月運量     |
| 平均日運量 | 35.8萬 | 31.9萬 | 35.3萬 | 37.2萬 | 36.9萬 | 36.8萬 | 34.4萬 | 33.2萬 | 36.6萬 | 38.9萬 | 38.4萬 | 39.8萬 | 36.6萬人   | 平均日運量 |
|            |        |        |        |        |        |        |        |        |        |        |        |        |            |            |

2016年（民國105年）
|            | 一月   | 二月   | 三月   | 四月   | 五月   | 六月   | 七月   | 八月   | 九月   | 十月   | 十一月 | 十二月 | 全年       |            |
| ---------- | ------ | ------ | ------ | ------ | ------ | ------ | ------ | ------ | ------ | ------ | ------ | ------ | ---------- | ---------- |
| 月運量     | 1075萬 | 978萬  | 1141萬 | 1141萬 | 1197萬 | 1123萬 | 1056萬 | 1126萬 | 1094萬 | 1218萬 | 1168萬 | 1253萬 | 1.3571億人 | 月運量     |
| 平均日運量 | 34.7萬 | 33.7萬 | 36.8萬 | 38萬   | 38.6萬 | 37.4萬 | 34.1萬 | 36.3萬 | 36.5萬 | 39.3萬 | 38.9萬 | 40.4萬 | 37.1萬人   | 平均日運量 |
|            |        |        |        |        |        |        |        |        |        |        |        |        |            |            |

2017年（民國106年）
|            | 一月   | 二月   | 三月   | 四月   | 五月   | 六月   | 七月   | 八月   | 九月   | 十月   | 十一月 | 十二月 | 全年       |            |
| ---------- | ------ | ------ | ------ | ------ | ------ | ------ | ------ | ------ | ------ | ------ | ------ | ------ | ---------- | ---------- |
| 月運量     | 1053萬 | 1026萬 | 1192萬 | 1136萬 | 1177萬 | 1103萬 | 1017萬 | 1093萬 | 1128萬 | 1180萬 | 1161萬 | 1243萬 | 1.3509億人 | 月運量     |
| 平均日運量 | 34萬   | 36.6萬 | 38.5萬 | 37.9萬 | 38萬   | 36.8萬 | 32.8萬 | 35.3萬 | 37.6萬 | 38.1萬 | 38.7萬 | 40.1萬 | 37萬人     | 平均日運量 |
|            |        |        |        |        |        |        |        |        |        |        |        |        |            |            |

2018年（民國107年）
|            | 一月   | 二月  | 三月   | 四月   | 五月   | 六月   | 七月   | 八月   | 九月   | 十月   | 十一月 | 十二月 | 全年       |            |
| ---------- | ------ | ----- | ------ | ------ | ------ | ------ | ------ | ------ | ------ | ------ | ------ | ------ | ---------- | ---------- |
| 月運量     | 1140萬 | 924萬 | 1215萬 | 1140萬 | 1210萬 | 1127萬 | 1053萬 | 1069萬 | 1130萬 | 1227萬 | 1169萬 | 1229萬 | 1.3633億人 | 月運量     |
| 平均日運量 | 36.8萬 | 33萬  | 39.2萬 | 38萬   | 39萬   | 37.6萬 | 34萬   | 34.5萬 | 37.7萬 | 39.6萬 | 38.9萬 | 39.6萬 | 37.4萬人   | 平均日運量 |
|            |        |       |        |        |        |        |        |        |        |        |        |        |            |            |

2019年（民國108年）
|            | 一月   | 二月   | 三月   | 四月   | 五月   | 六月   | 七月   | 八月   | 九月   | 十月   | 十一月 | 十二月 | 全年       |            |
| ---------- | ------ | ------ | ------ | ------ | ------ | ------ | ------ | ------ | ------ | ------ | ------ | ------ | ---------- | ---------- |
| 月運量     | 1117萬 | 941萬  | 1164萬 | 1125萬 | 1177萬 | 1072萬 | 1041萬 | 1039萬 | 1124萬 | 1203萬 | 1155萬 | 1220萬 | 1.2214億人 | 月運量     |
| 平均日運量 | 36.1萬 | 33.6萬 | 37.5萬 | 37.4萬 | 38萬   | 35.7萬 | 33.6萬 | 33.5萬 | 37.5萬 | 38.8萬 | 38.5萬 | 39.4萬 | 36.6萬人   | 平均日運量 |

2020年（民國109年）
|            | 一月   | 二月   | 三月   | 四月   | 五月   | 六月   | 七月   | 八月   | 九月   | 十月   | 十一月 | 十二月 | 全年       |            |
| ---------- | ------ | ------ | ------ | ------ | ------ | ------ | ------ | ------ | ------ | ------ | ------ | ------ | ---------- | ---------- |
| 月運量     | 990萬  | 763萬  | 917萬  | 789萬  | 895萬  | 921萬  | 934萬  | 914萬  | 983萬  | 1008萬 | 1001萬 | 1055萬 | 1.1170億人 | 月運量     |
| 平均日運量 | 31.9萬 | 26.3萬 | 29.6萬 | 26.3萬 | 28.9萬 | 30.7萬 | 30.1萬 | 29.5萬 | 32.8萬 | 32.5萬 | 33.4萬 | 34萬   | 30.5萬人   | 平均日運量 |

2021年（民國110年）
|            | 一月   | 二月   | 三月  | 四月   | 五月   | 六月   | 七月  | 八月   | 九月   | 十月  | 十一月 | 十二月 | 全年     |            |
| ---------- | ------ | ------ | ----- | ------ | ------ | ------ | ----- | ------ | ------ | ----- | ------ | ------ | -------- | ---------- |
| 月運量     | 873萬  | 707萬  | 960萬 | 909萬  | 536萬  | 940萬  | 206萬 | 349萬  | 551萬  | 712萬 | 761萬  | 824萬  | 8328萬人 | 月運量     |
| 平均日運量 | 28.2萬 | 25.3萬 | 31萬  | 30.3萬 | 17.3萬 | 31.3萬 | 6.6萬 | 11.3萬 | 18.4萬 | 23萬  | 25.4萬 | 26.6萬 | 22.8萬人 | 平均日運量 |

2022年（民國111年）
|            | 一月   | 二月   | 三月   | 四月   | 五月   | 六月   | 七月   | 八月   | 九月   | 十月   | 十一月 | 十二月 | 全年     |            |
| ---------- | ------ | ------ | ------ | ------ | ------ | ------ | ------ | ------ | ------ | ------ | ------ | ------ | -------- | ---------- |
| 月運量     | 687萬  | 571萬  | 804萬  | 647萬  | 477萬  | 401萬  | 526萬  | 603萬  | 681萬  | 725萬  | 741萬  | 787萬  | 7650萬人 | 月運量     |
| 平均日運量 | 22.2萬 | 20.4萬 | 25.9萬 | 21.6萬 | 15.4萬 | 13.4萬 | 17.0萬 | 19.5萬 | 22.7萬 | 23.3萬 | 24.7萬 | 25.4萬 | 20.8萬人 | 平均日運量 |

2023年（民國112年）
|            | 一月   | 二月   | 三月   | 四月   | 五月   | 六月   | 七月   | 八月   | 九月   | 十月   | 十一月 | 十二月 | 全年     |            |
| ---------- | ------ | ------ | ------ | ------ | ------ | ------ | ------ | ------ | ------ | ------ | ------ | ------ | -------- | ---------- |
| 月運量     | 633萬  | 650萬  | 788萬  | 709萬  | 765萬  | 677萬  | 615萬  | 655萬  | 700萬  | 732萬  | 746萬  | 768萬  | 8438萬人 | 月運量     |
| 平均日運量 | 20.4萬 | 23.2萬 | 25.4萬 | 23.6萬 | 24.7萬 | 22.6萬 | 19.9萬 | 21.1萬 | 23.3萬 | 23.6萬 | 24.9萬 | 24.8萬 | 23.1萬人 | 平均日運量 |

- 橘色字體標記的項目為該月份為當年運量最高之月份。
- 綠色字體標記的項目為截至目前為止運量最高之月份。
- 粉色字體標記的項目為與去年同月份相比運量為負成長之月份。
- 於2013年12月單月運量突破千萬人次，且全年運量突破一億大關。
- 2014年7月28日至2015年7月8日行駛之BRT運量並包含在內。

## 票證與收費

### 票種
- 全票：
  - 悠遊卡：普通卡、學生卡。
  - 一卡通：普通卡、學生卡。
  - icash：普通卡、學生卡。
- 半票：
  - 悠遊卡：優待卡、敬老卡、愛心卡、愛心陪伴卡。
  - 一卡通：優待卡、敬老卡、博愛卡、博愛陪伴卡。
  - icash：優待票卡

### 票證
依照上車付費方式分以下兩種：
- 「投幣」者：上車時由司機發給代幣卡，下車再感應時驗票機將顯示應付金額，此時乘客繳交車資並歸還代幣卡。
- 使用電子票證：悠遊卡（含ICash悠遊卡、悠遊聯名卡）、一卡通（含一卡通聯名卡）、icash2.0

(上下車皆須感應票卡，且上車時卡片餘額須大於等於最低票價。)
- 票證最低負額：如果卡片內金額上車經扣款後，下車時票證內含金額可能不足以支付下車時補收之金額時，各票證會自行先替持票者支付，此時票證即會寫入負值（一次機會，再次使用需為正值），待持票證者至可加值地點加值，再補回正值。
  - 悠遊卡（含ICash悠遊卡、悠遊聯名卡）：限一次，負值上限為-60元
  - 一卡通（含一卡通聯名卡）：限一次，負值上限為-65元
  - icash2.0：限一次，負值上限為-60元
- 目前使用電子票證刷卡搭乘市區公車（路線編號3碼以下），享有10公里內免費，超過10公里者最高收費10元(已於2021年1月1日改為市民限定)。
- 因前項雙十公車優惠造成財政負荷過大，2021年1月1日起，台中市民需先綁定卡片(市民卡)[127]，才可享有[市民限定]的雙十公車優惠(原先的台中花博卡也必須進行綁定)，非持有已綁定卡片的乘客，則依照一般電子票證收費。
  - 2021年起一般電子票證的扣款金額：全票卡：15元(優惠5元)，半票卡：11元(不享有任何額外的優惠)

### 費用
- 臺中市公車採「里程計費」，上下車皆須刷卡，搭乘越遠，收費越高。
- 費率：
  - 計費基本里程：8公里（投現票價計算基準）
  - 基本里程內費用：投現全票20元，半票11元，持電子票證全票15元，半票11元
  - 全票:2.431x 實際里程x （1+ 5%營業稅）
  - 半票（兒童、老人、身心障礙者及其陪伴者）:全票x0.5（四捨五入）

- 投現金額÷2.5≒乘車里程數。
- 票價查詢：可使用台中市政府交通局－市區公車票價查詢系統或手機APP查詢票價及市民限定10公里免費區間。[128]

## 轉運站
以下是臺中市各轉運站，包含台鐵、高鐵、捷運、公路客運及國道客運之轉乘：
鐵路航空轉運站
- 臺中車站：位於臺灣大道與建國路口，為臺中市交通運輸的樞紐，客運均在附近設站；市區公車因臺中車站週邊動線改建中，動線有所改變。
  - 其他客運公司：請參考臺中車站#公車客運
- 高鐵台中站（新烏日車站）：位於高鐵站區1樓5號出口或6號出口，提供乘客自高鐵站往返各地之接駁服務。
  - 客運公司：請參考高鐵台中站#聯外大眾運輸
- 臺中國際機場：位於新航廈一樓的客運轉運站，主要接駁至臺中市市區、沙鹿、清水、台中車站。
  - 客運公司：請參考臺中國際機場#客運
- 豐原車站：位於三民路之豐原客運豐原站及豐勢路側之豐原轉運站及站內之統聯客運豐原站，前者提供到潭子、臺中、后里、大甲、大安、東勢、卓蘭、谷關、梨山、台北等地，後者提供到北屯、社口、清水、沙鹿、神岡、大雅、大甲、后里、外埔、梧棲、台北等地之轉乘。
  - 主客運場站：豐原轉運中心、豐原客運豐原站
  - 其他客運公司：請參考豐原車站#客運轉運站
- 大甲車站：位於站前之中山路及蔣公路附近，提供到后里、豐原、大安、外埔、清水、通霄、苑裡、苗栗、新竹等地之轉乘。
  - 請參考大甲車站#轉乘資訊
- 沙鹿：提供到海線及西屯等地之轉乘。
- 清水：提供到海線及大雅等地之轉乘。

一般轉運站
- 朝馬轉運站區：位於朝富路、朝馬路及臺灣大道三段（鄰秋紅谷），作為離臺中車站較遠地區之轉乘點，可轉搭國道客運、市公車或國道市區公車，可往沙鹿、台中港、高鐵台中站的班車。
  - 客運公司：請參考朝馬#鄰近客運車站及路線
- 干城轉運站區：位於雙十路一段，可轉搭國道客運或往彰化、南投的班車。
  - 客運公司：請參考干城 (客運站點名稱)#公路客運
- 水湳轉運站區：位於中清路上，靠近大德國中舊校門。

## 照片集錦

臺中市公車300路
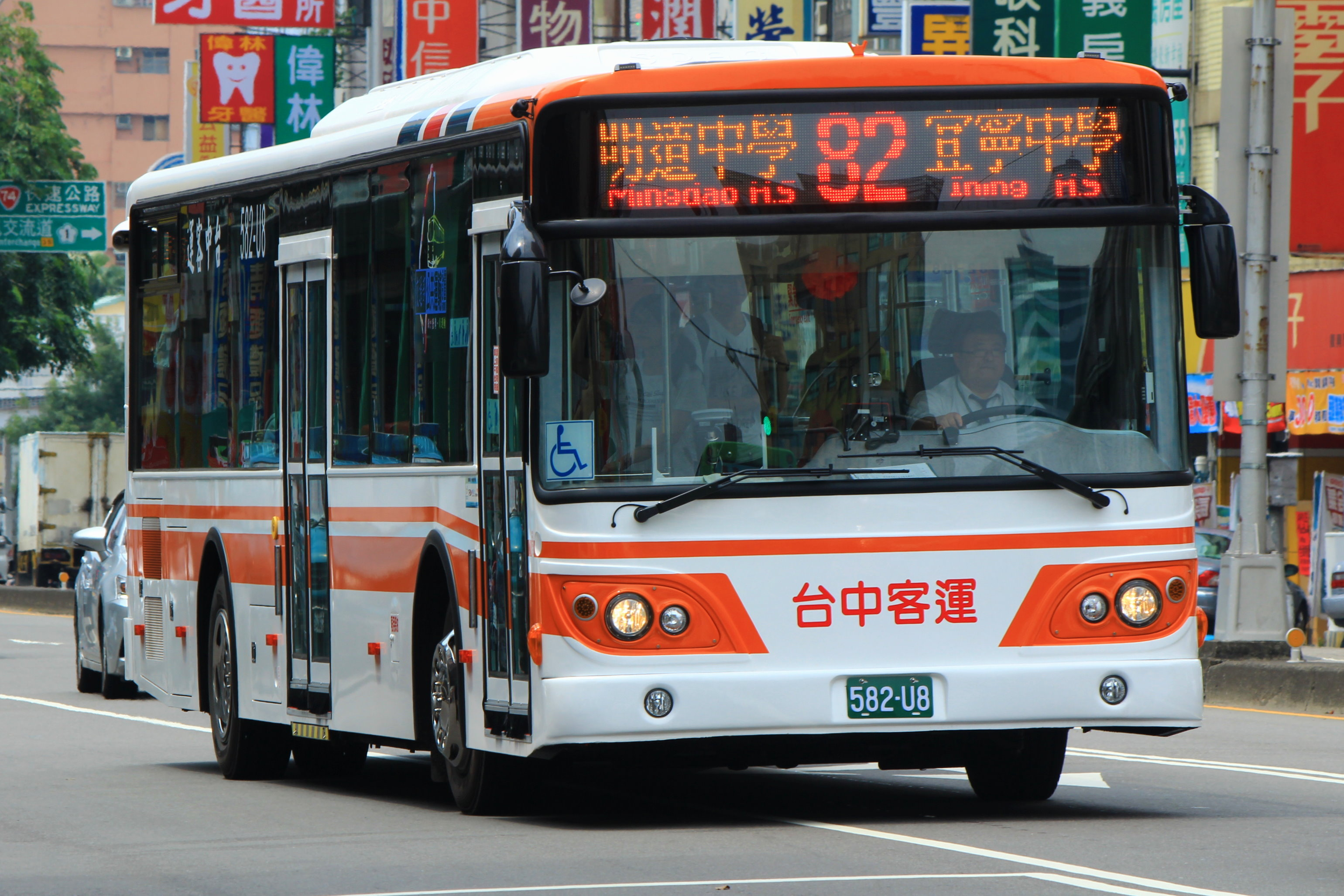
台中客運
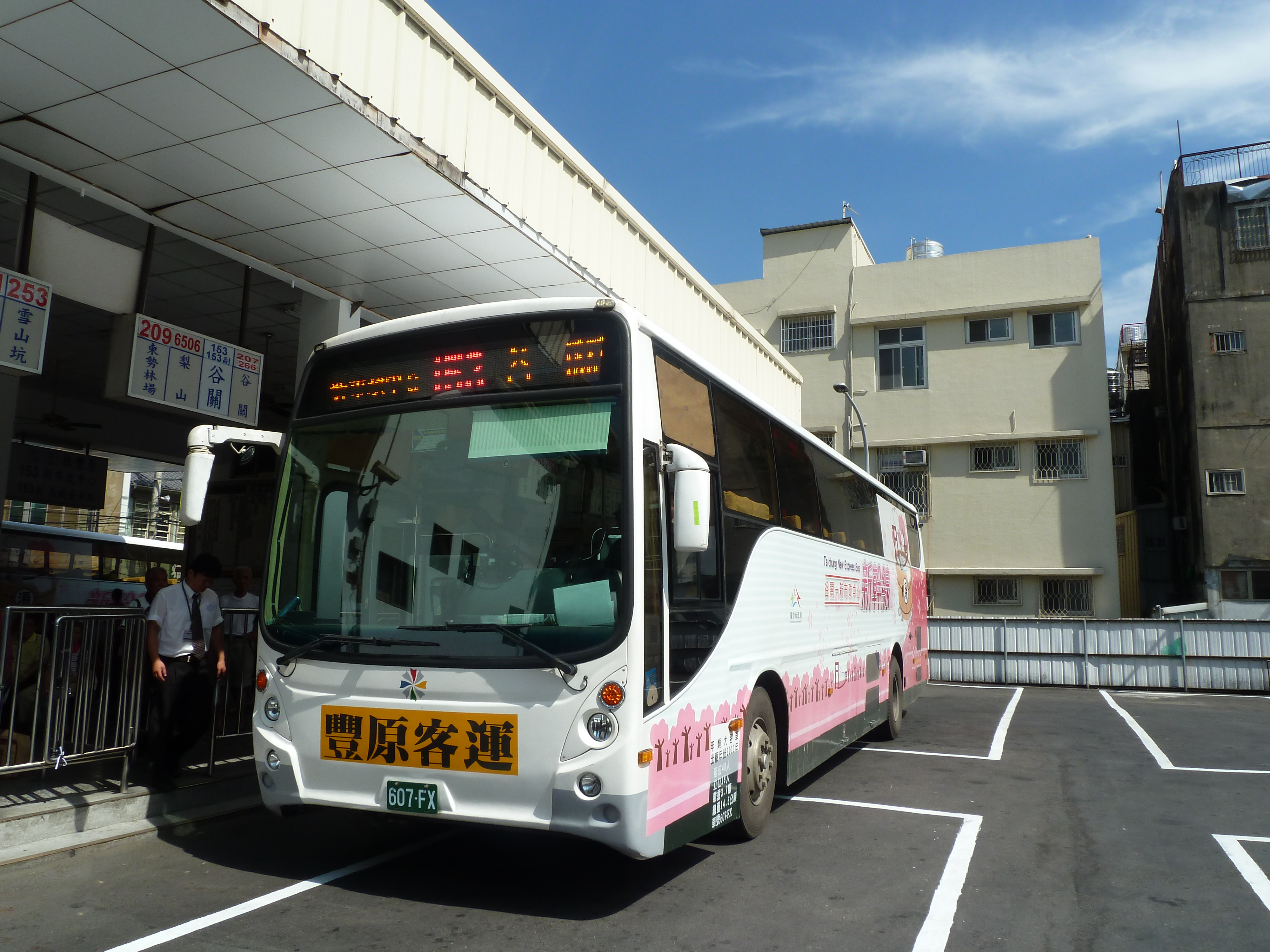
豐原客運
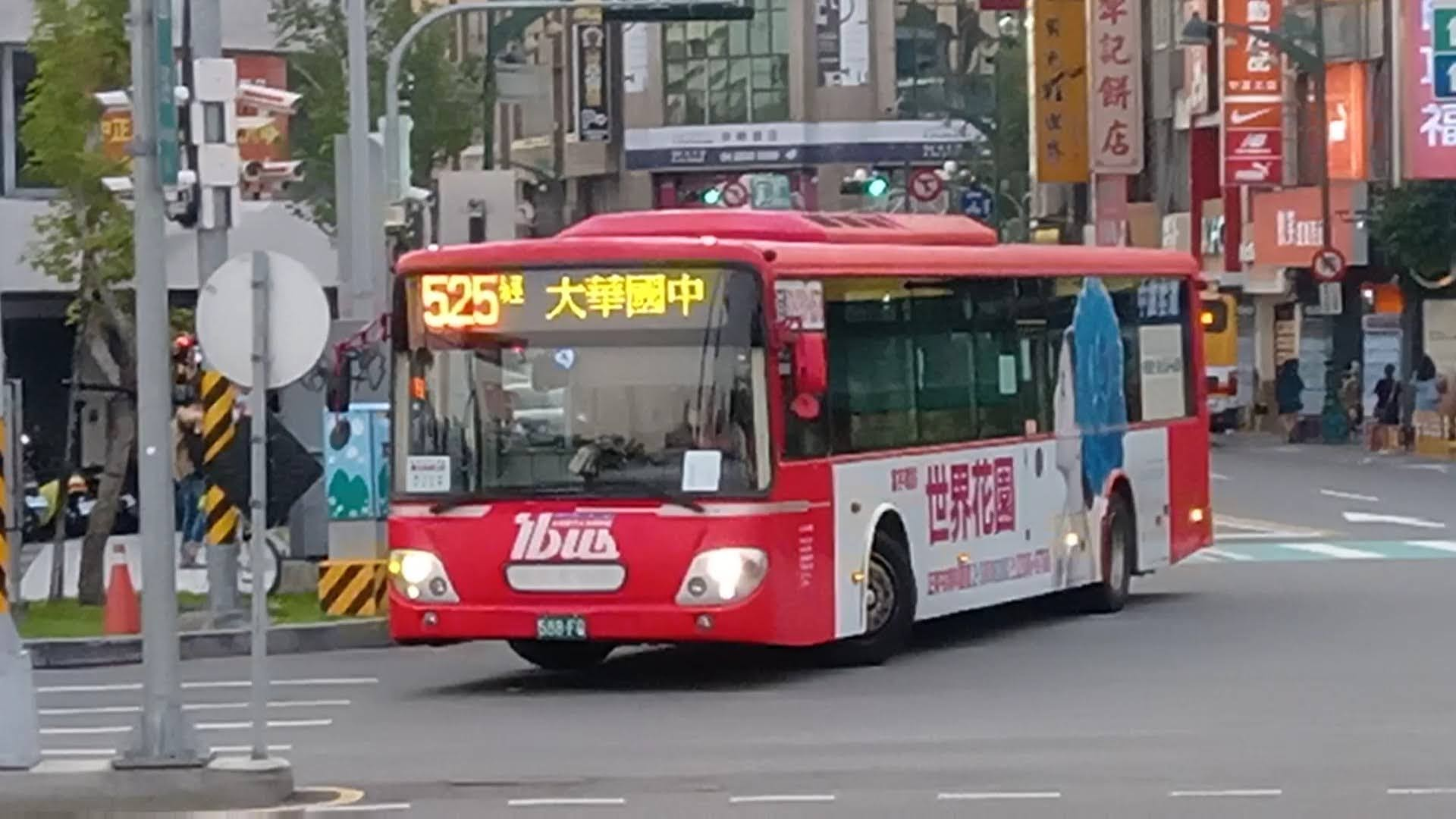
中鹿客運
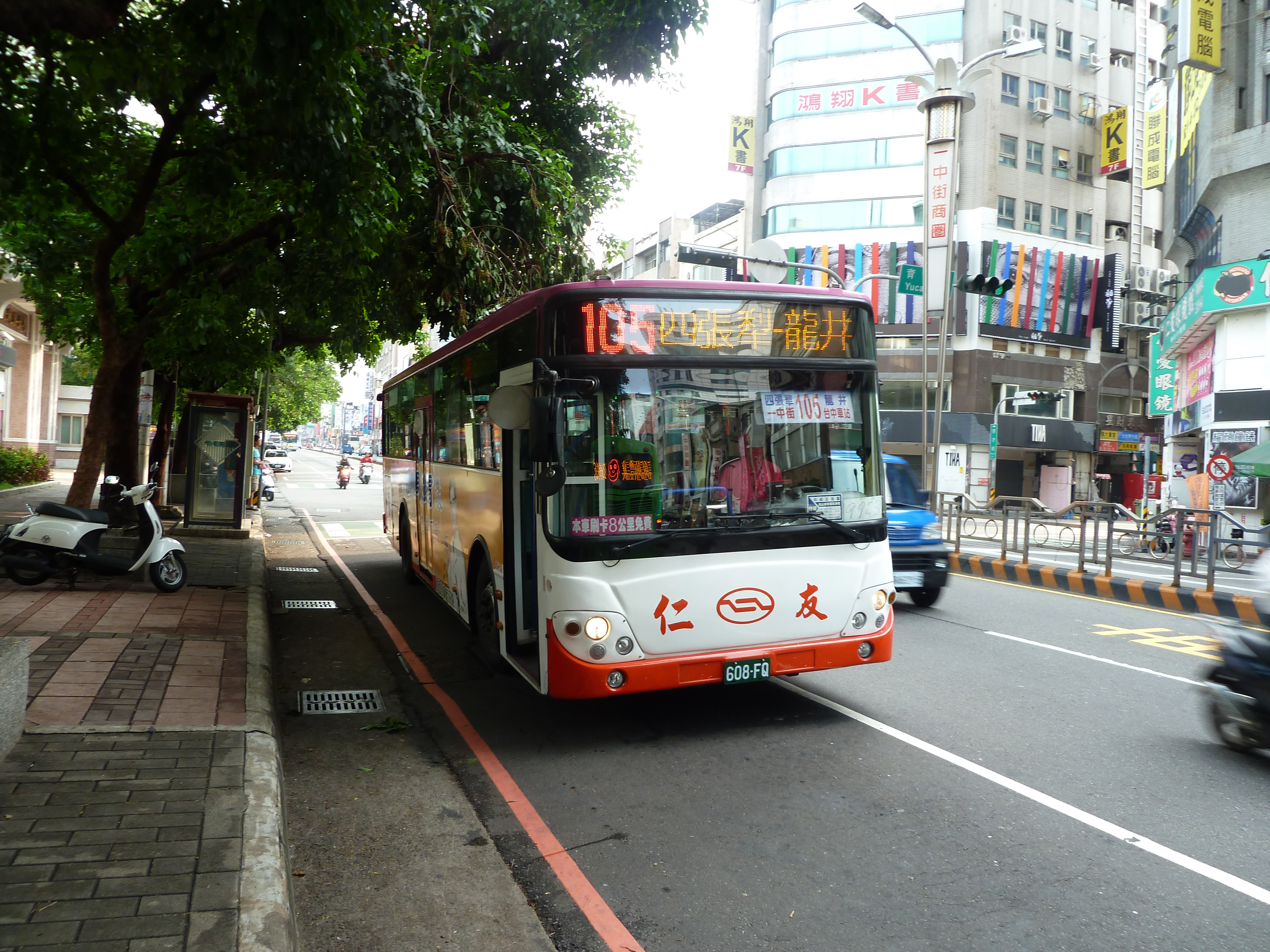
仁友客運
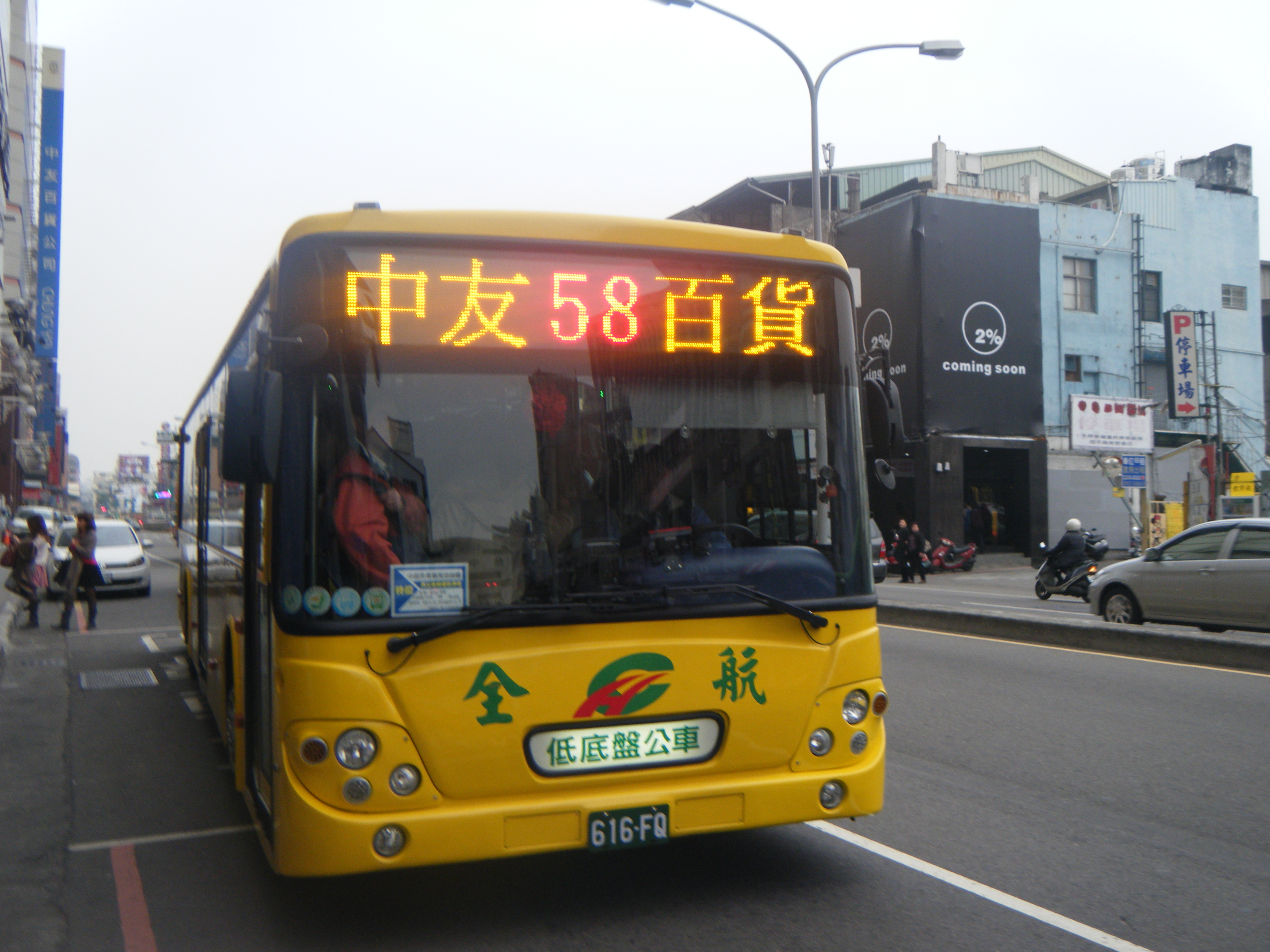
全航客運
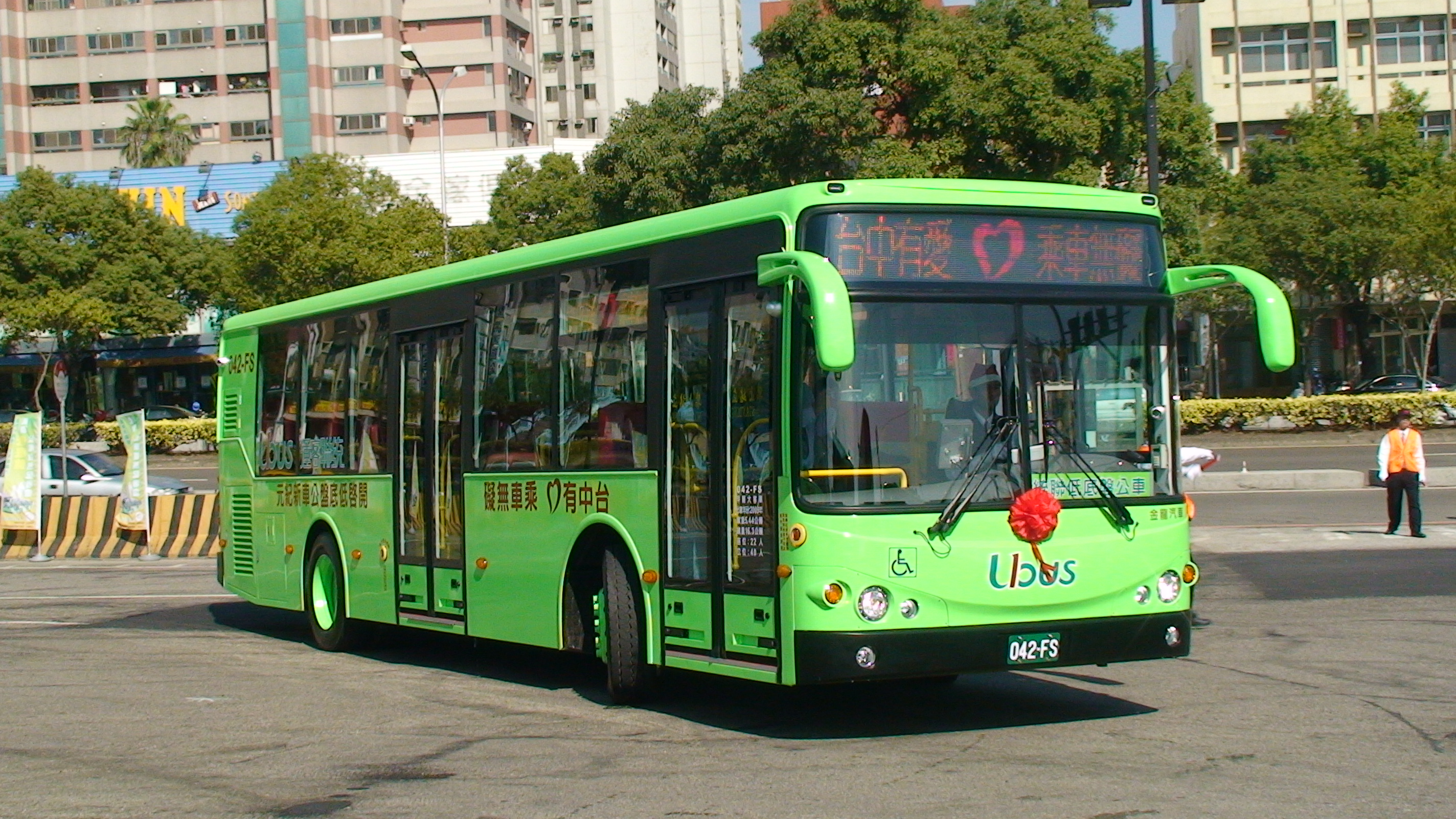
統聯客運
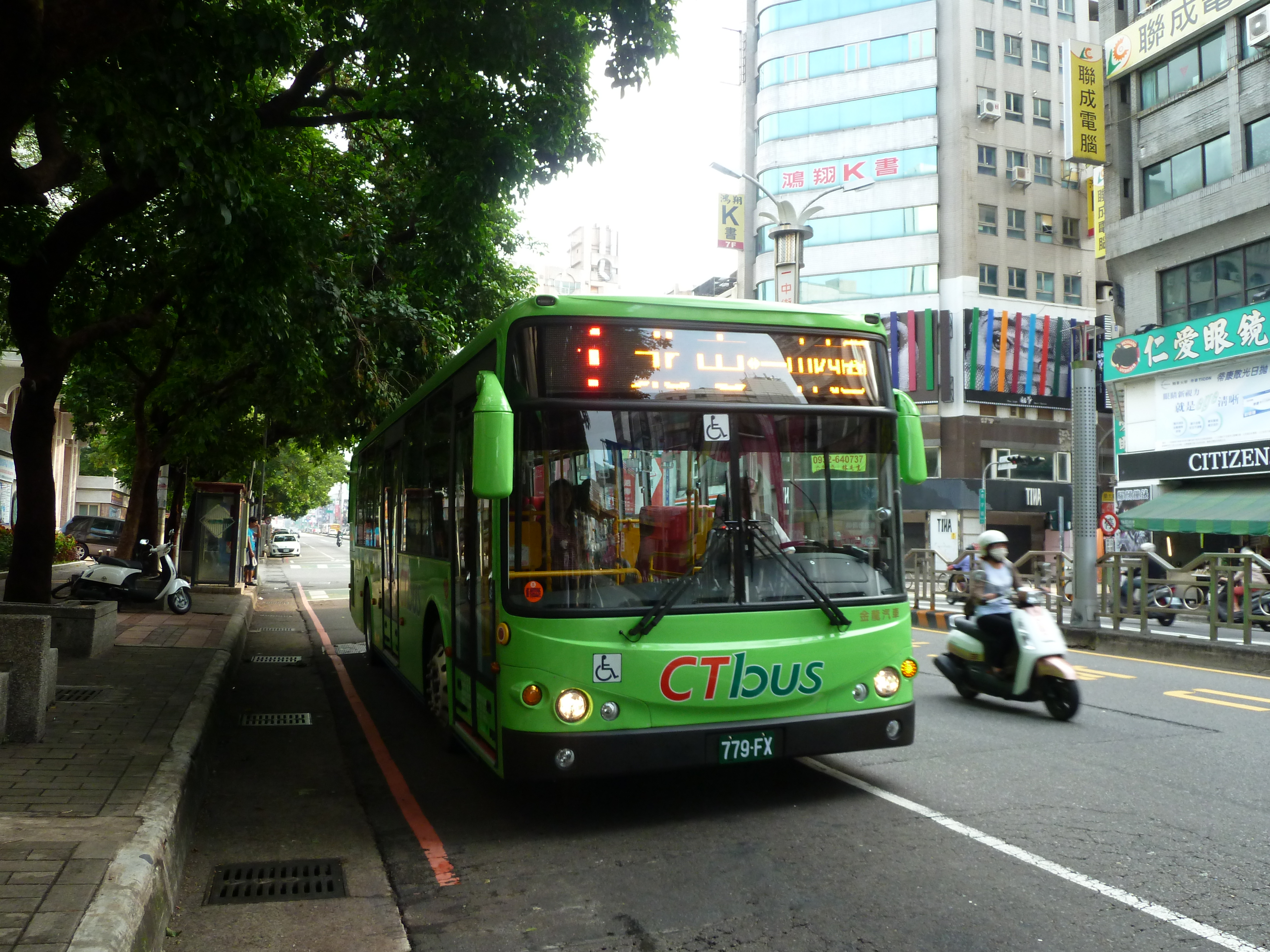
中台灣客運
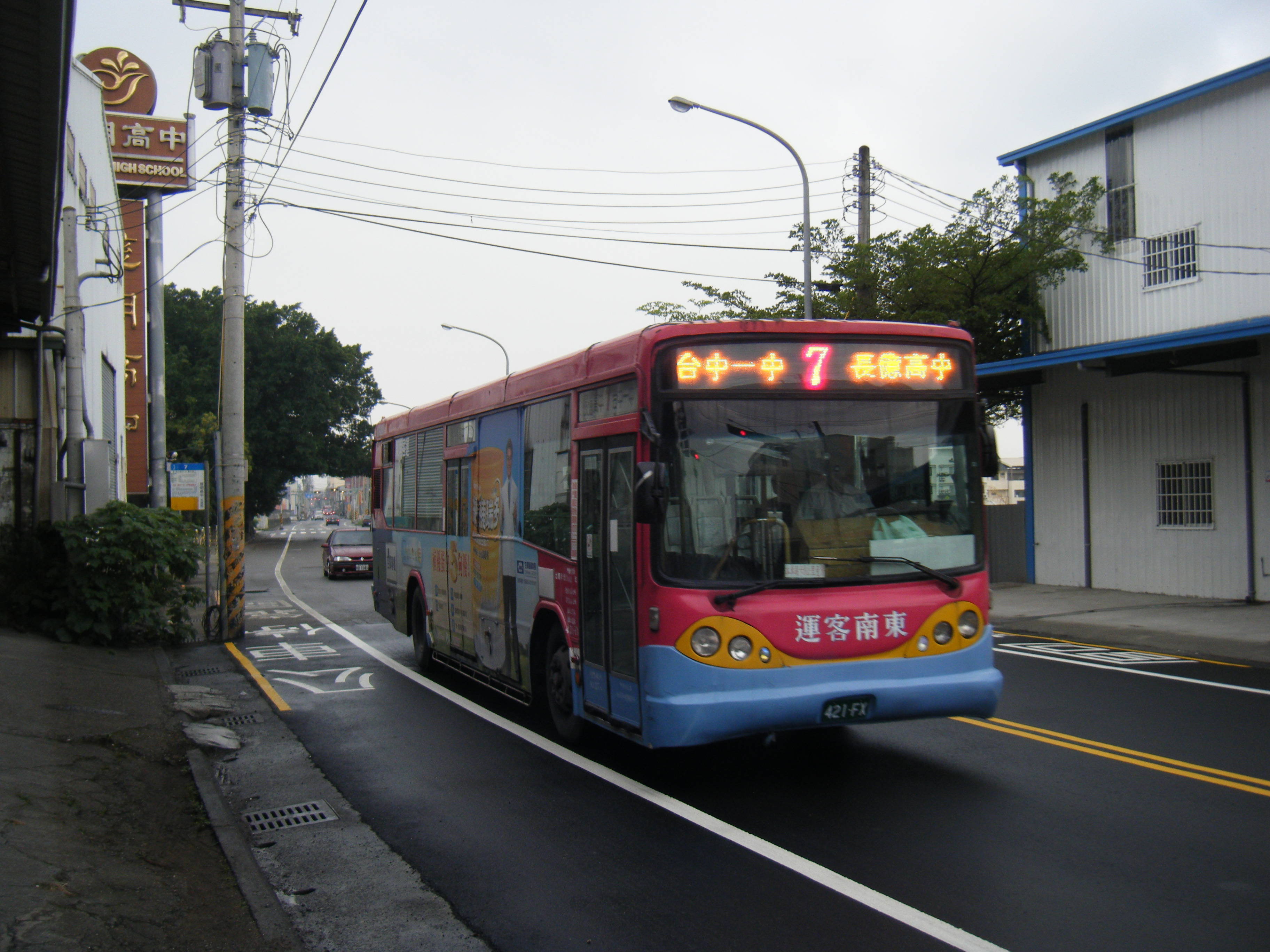
東南客運
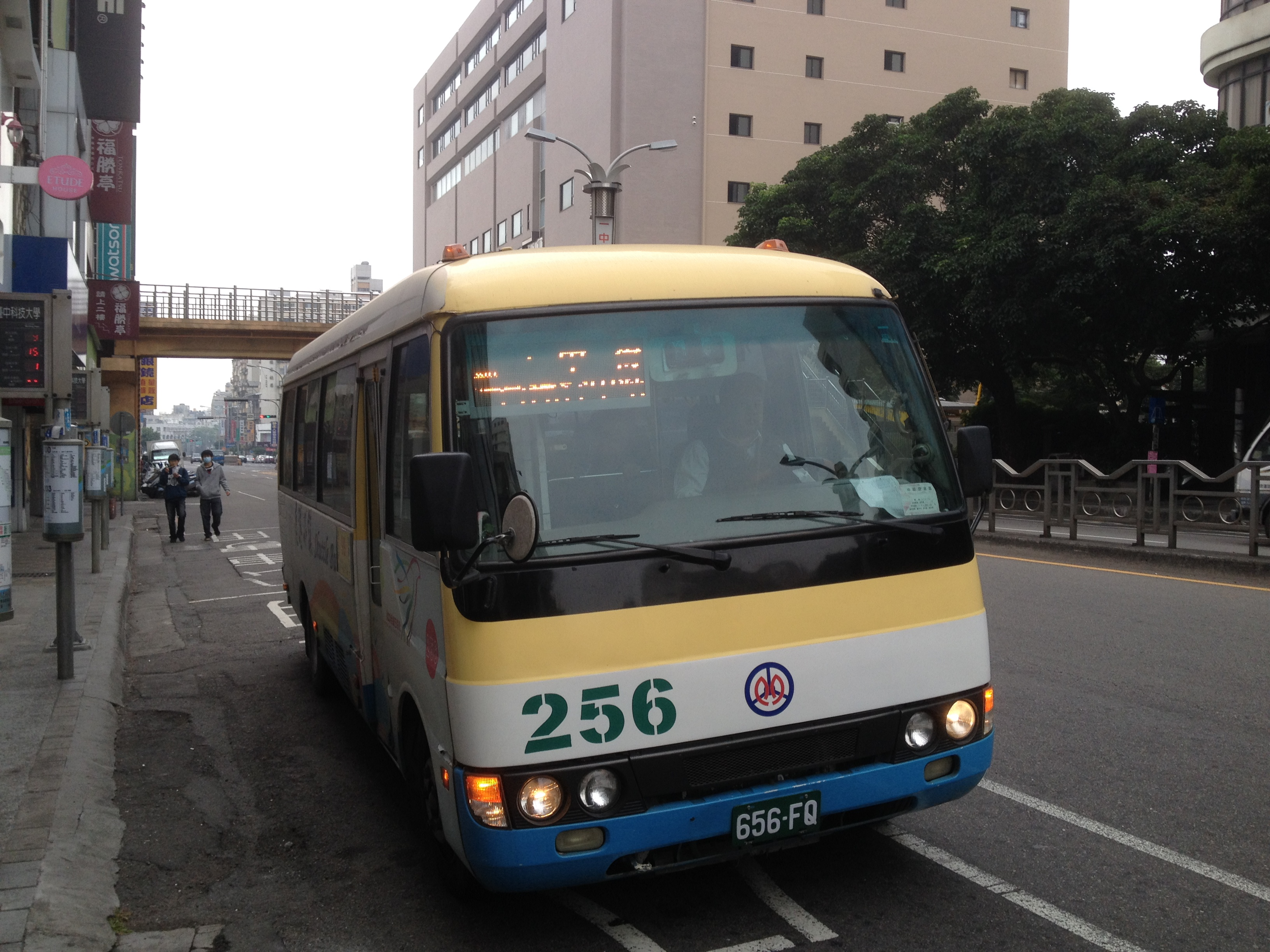
彰化客運
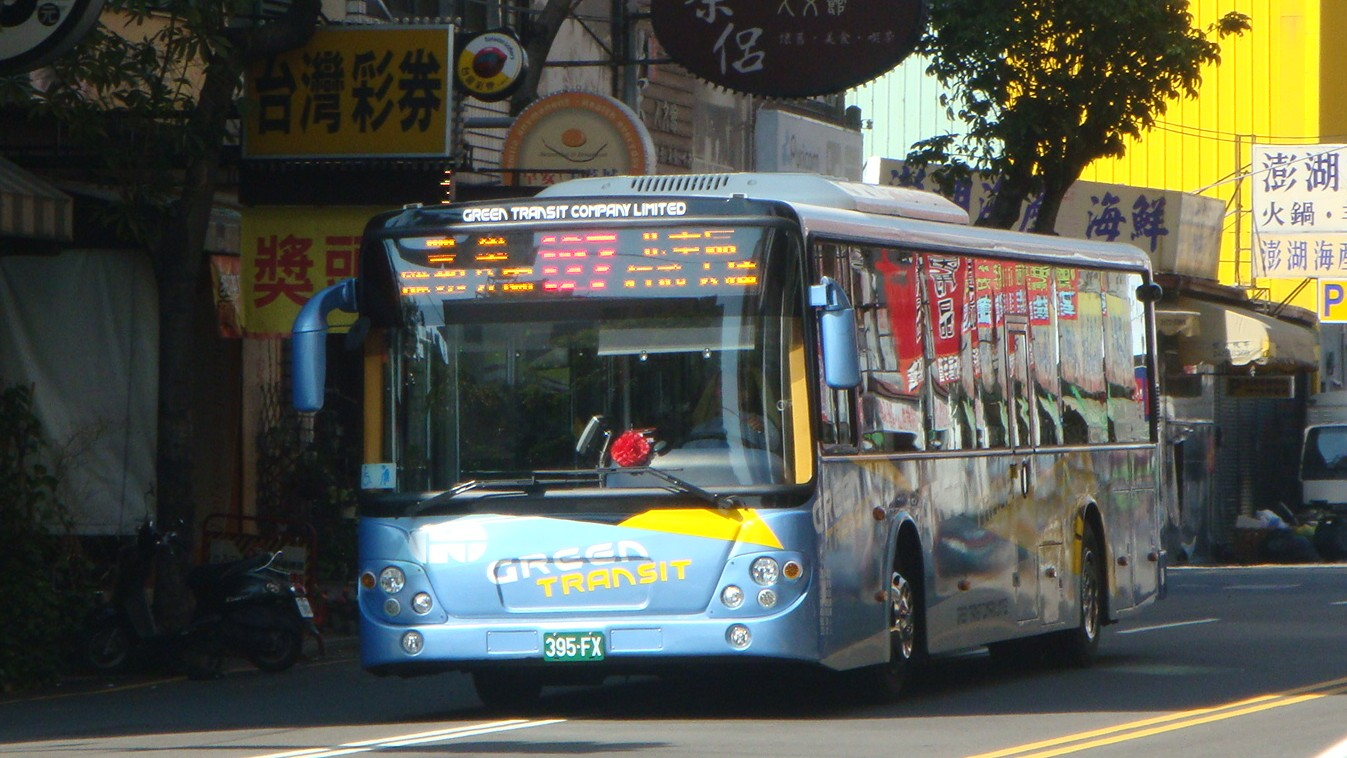
豐榮客運
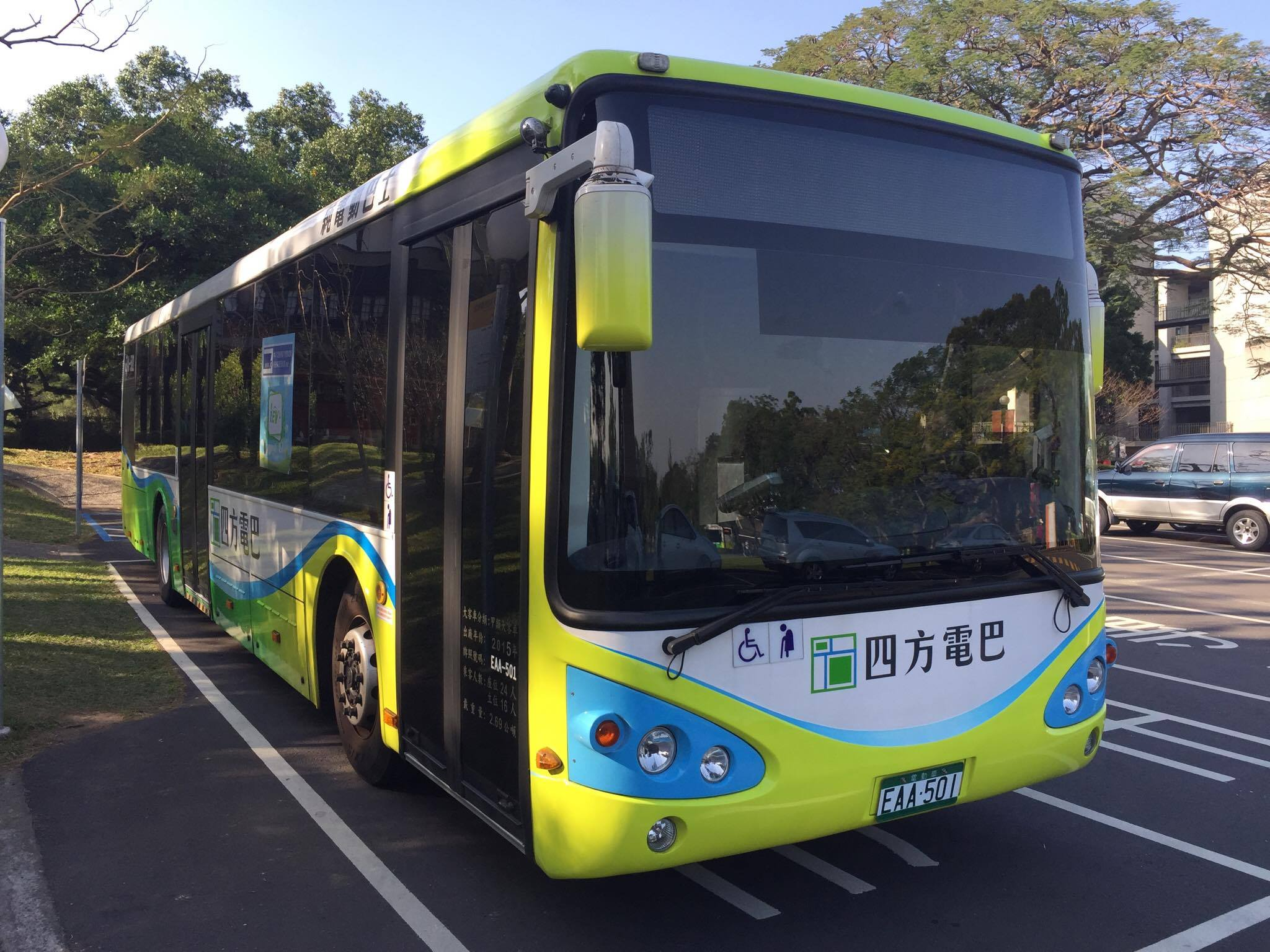
四方客運
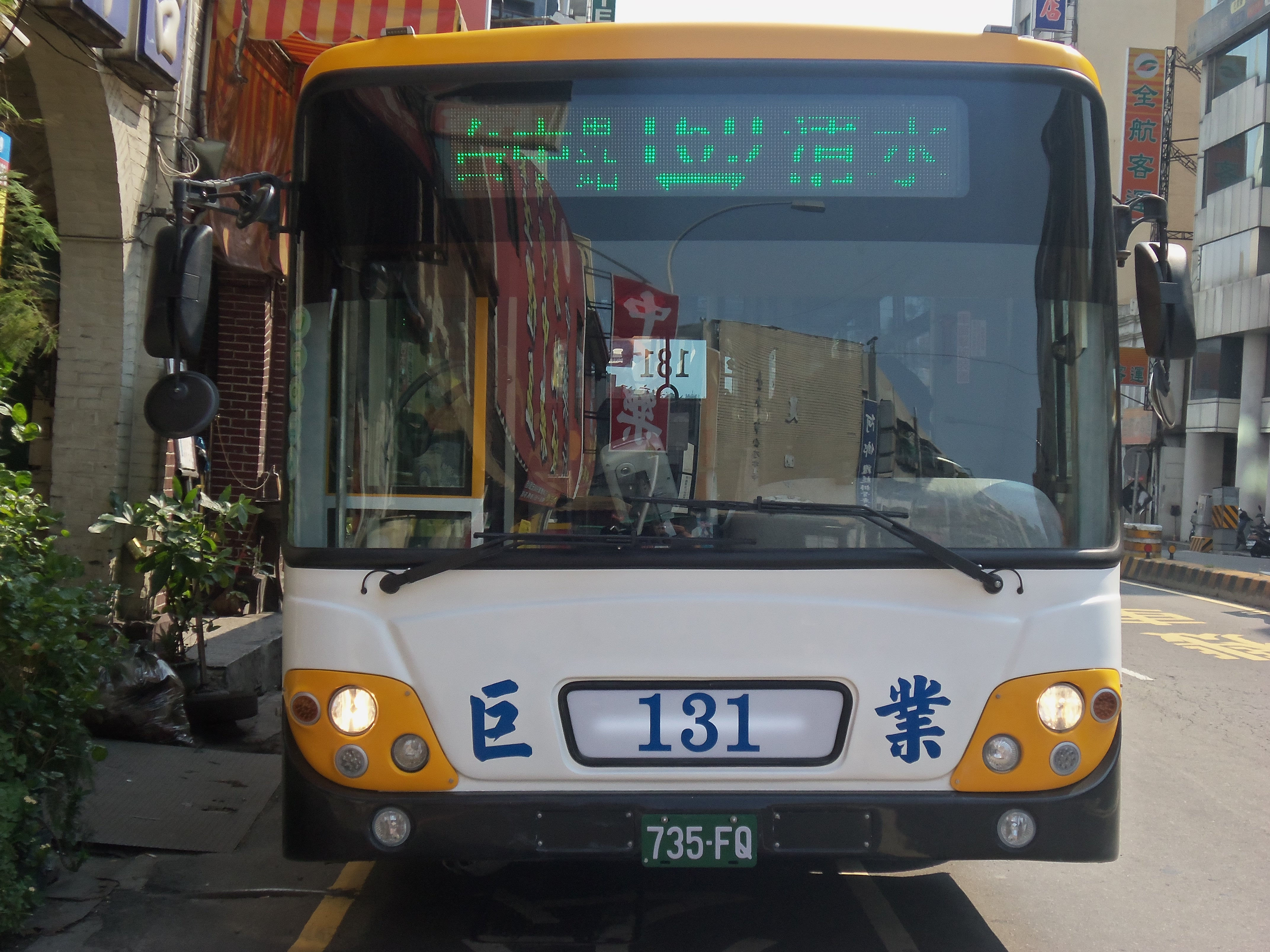
巨業交通
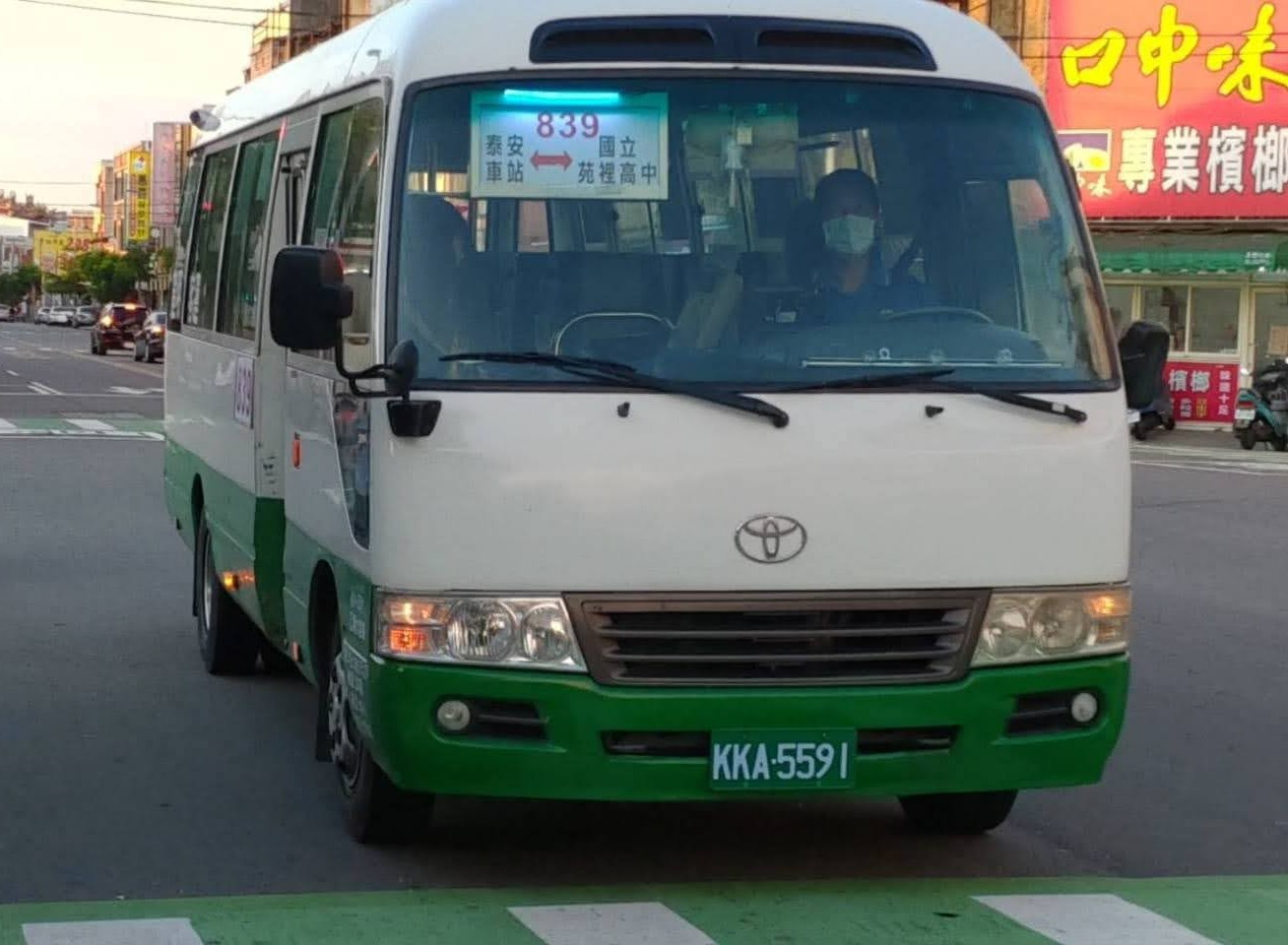
建明客運
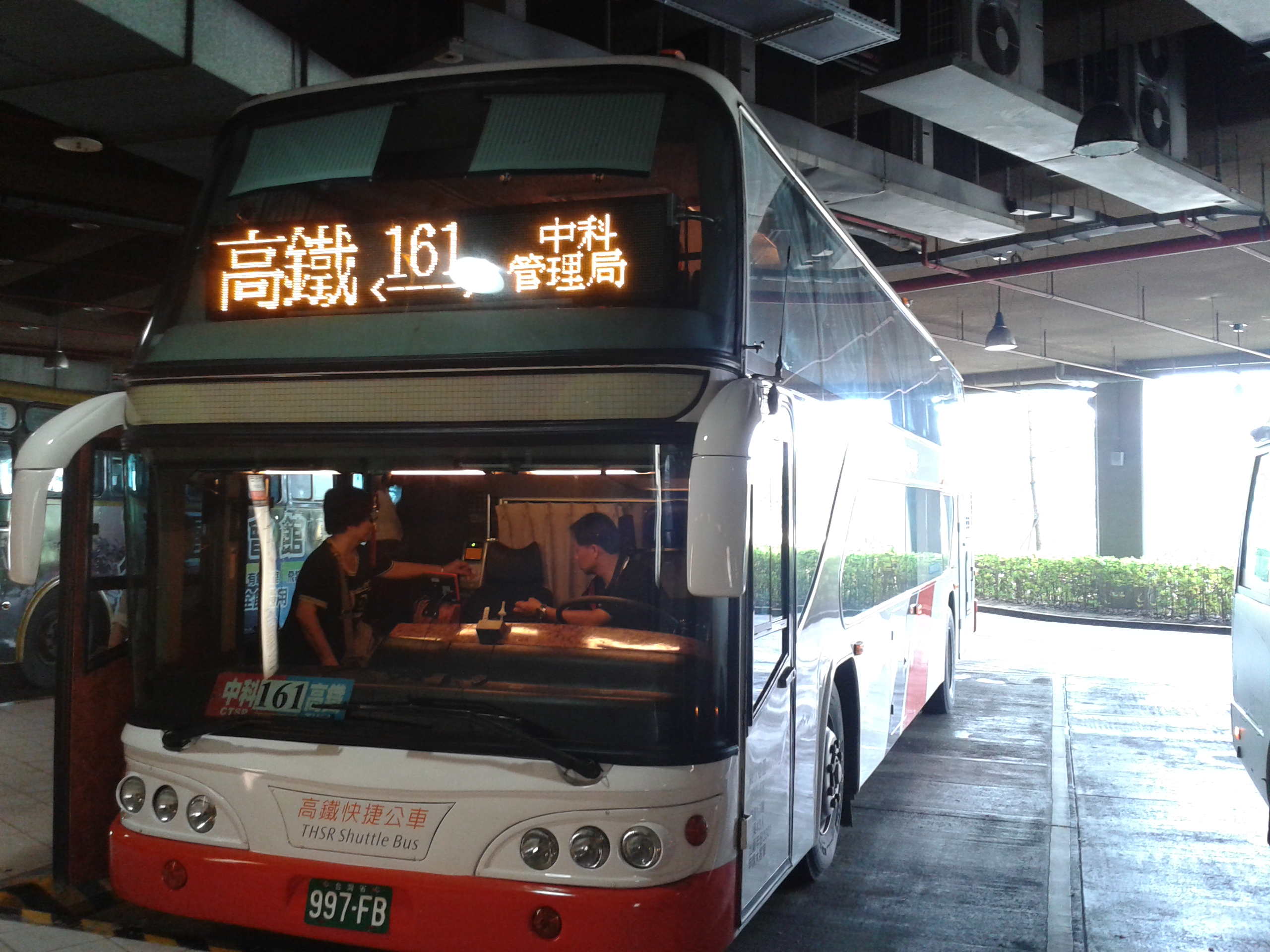
和欣客運
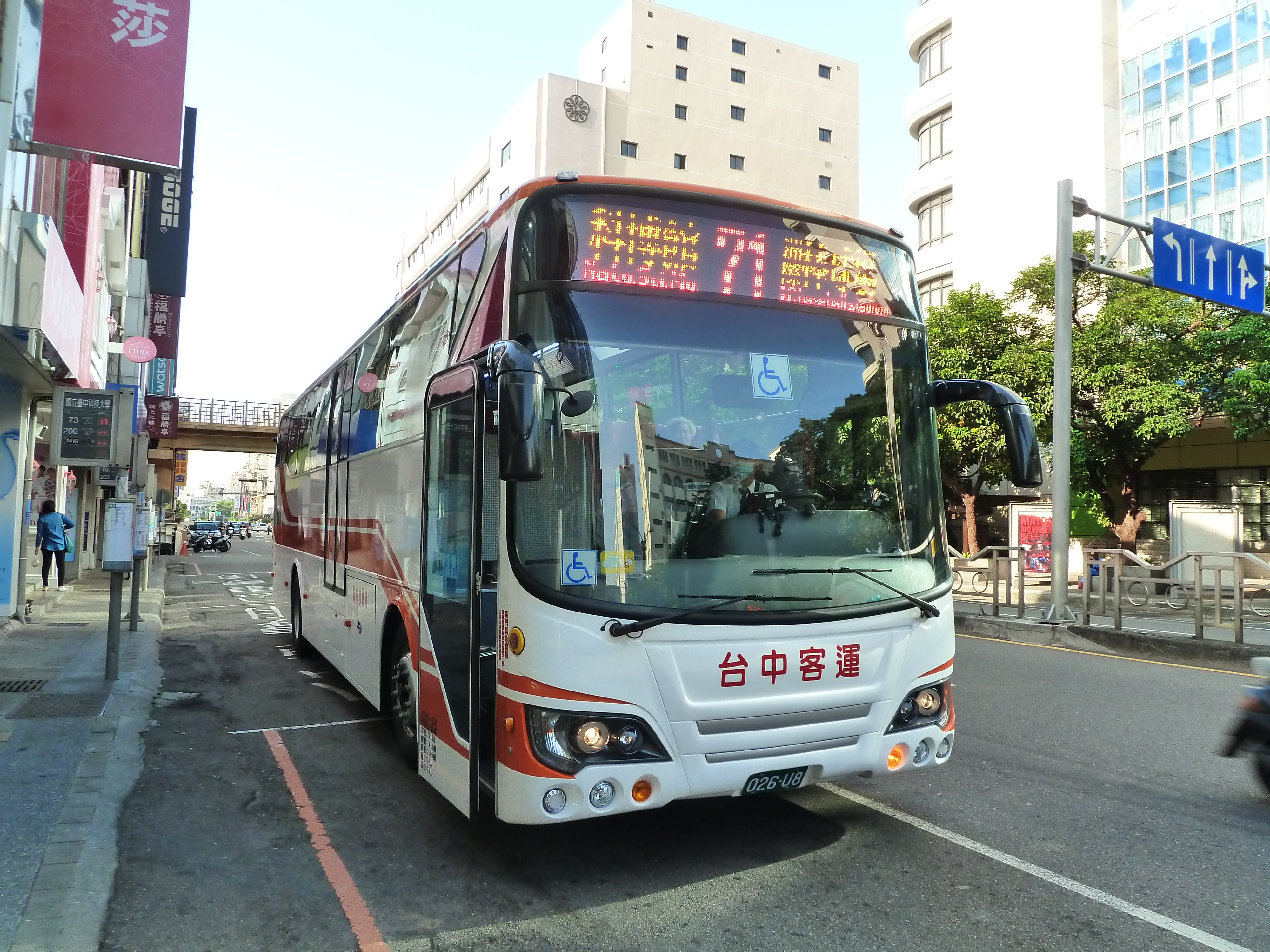
臺中市第一批通用無障礙大客車
豐原客運之申沃電動公車（臺中市第一批全電動公車）
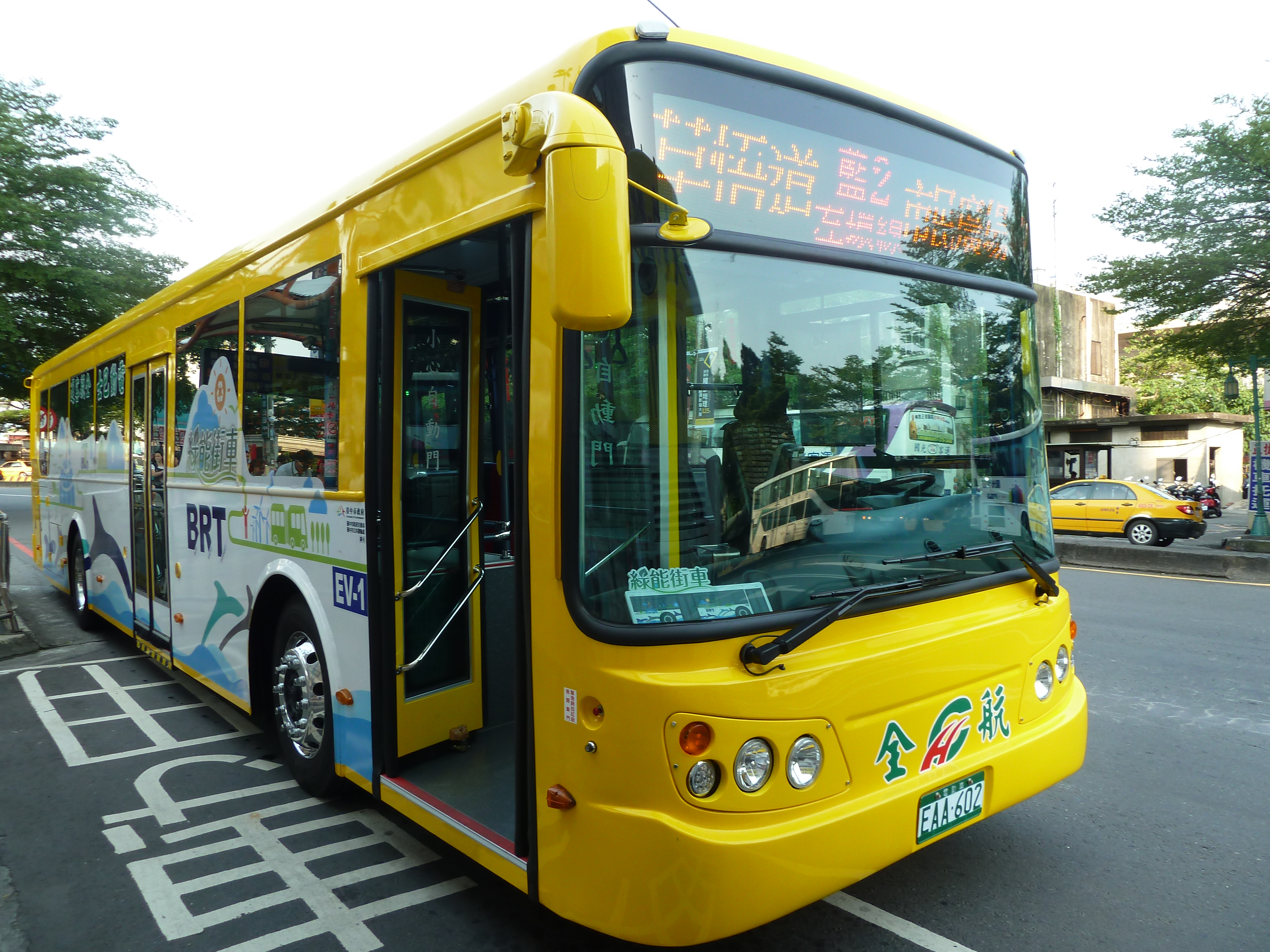
全航客運之華德電動公車
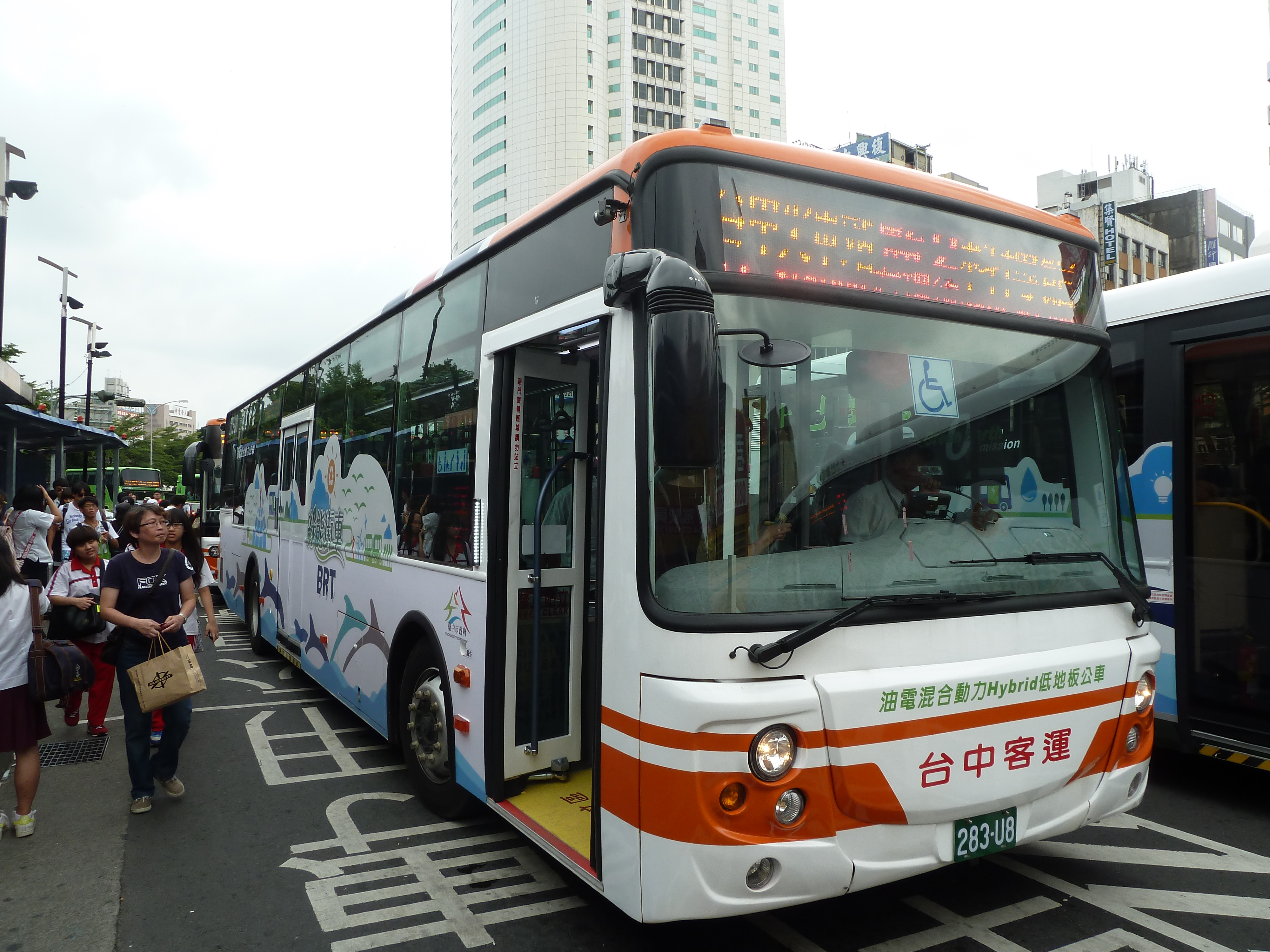
台中客運之福田油電混合車
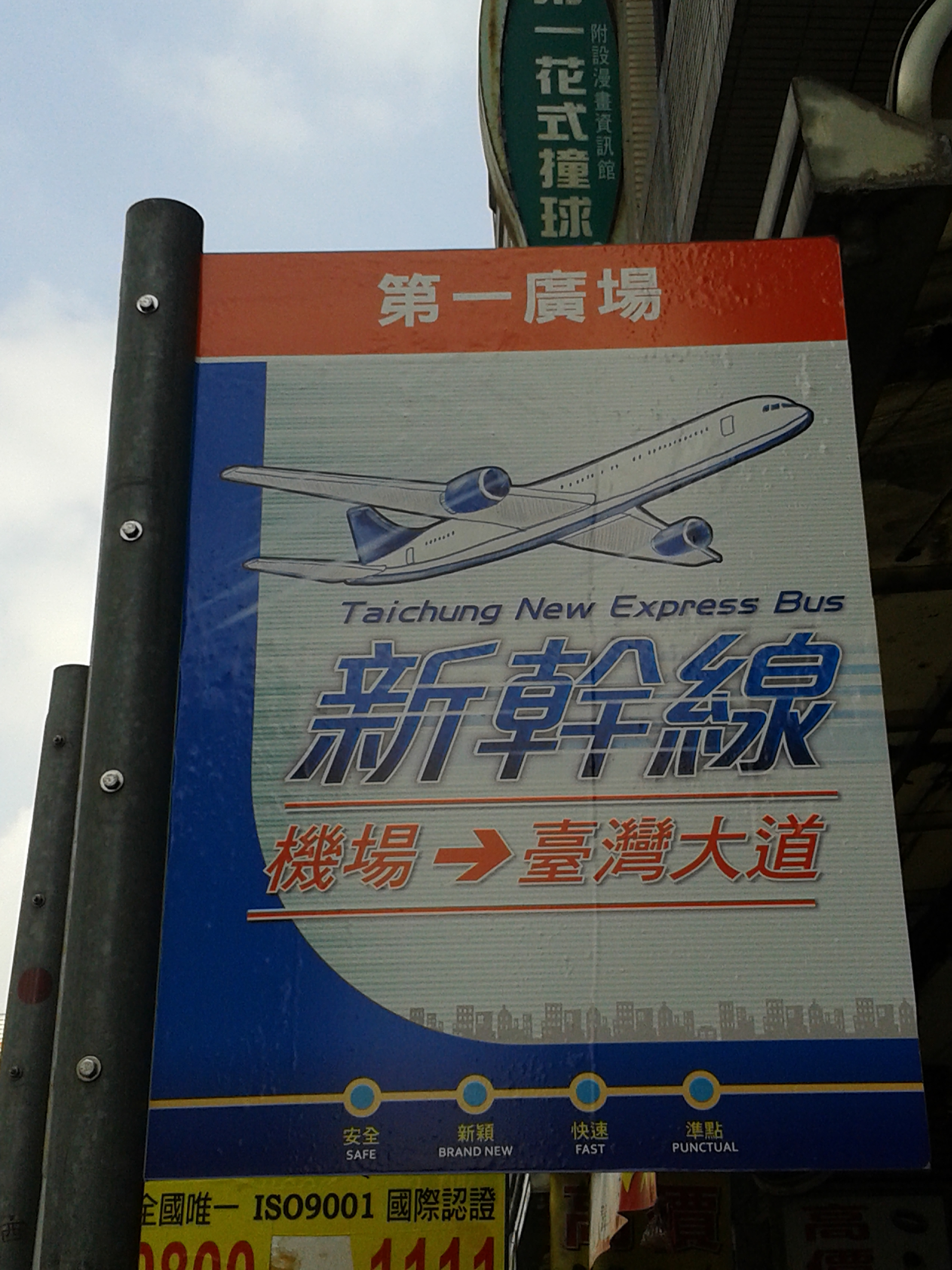
臺中市機場新幹線公車專屬站牌（本站牌現已移除）
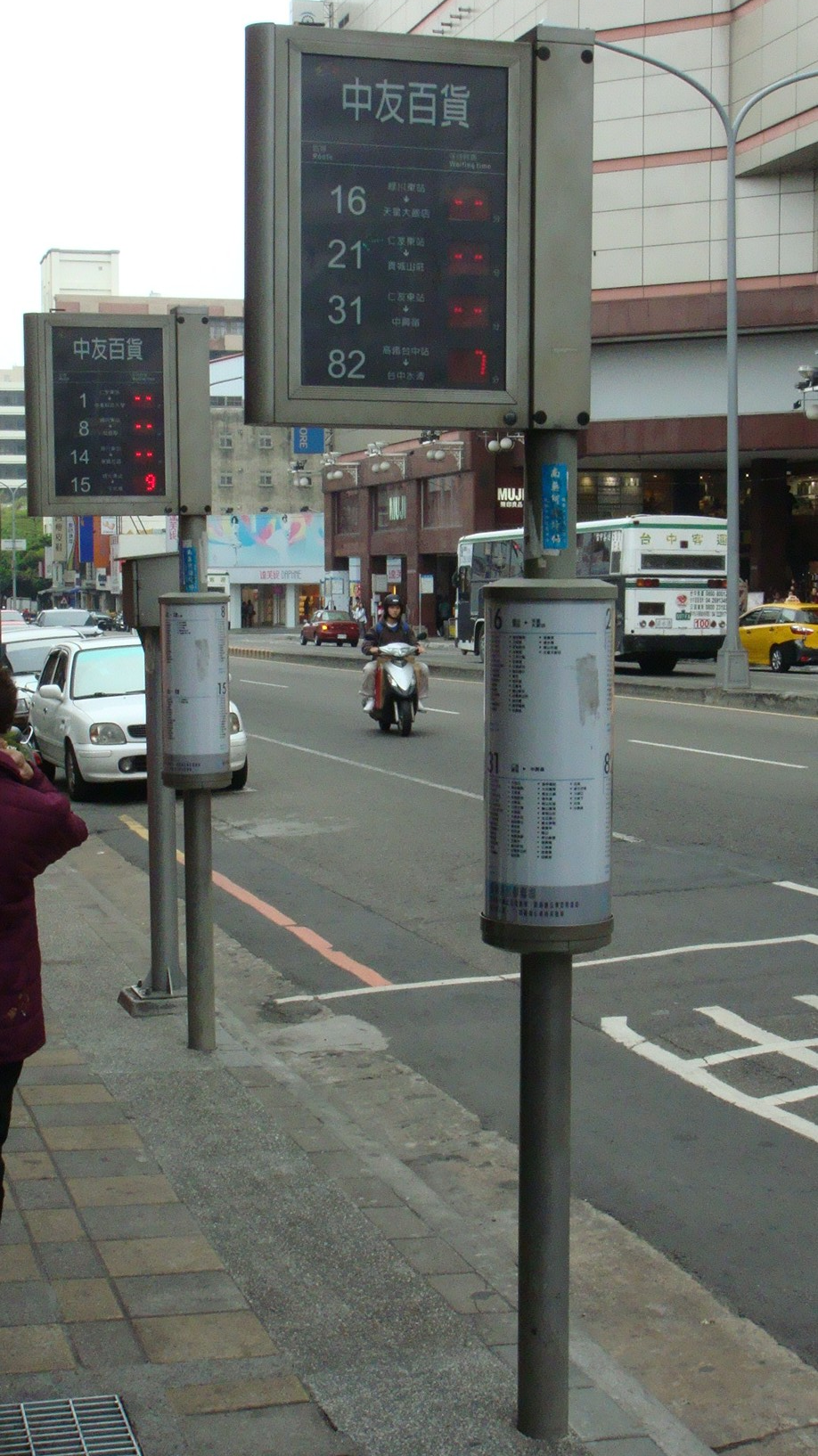
臺中市公車電子站牌
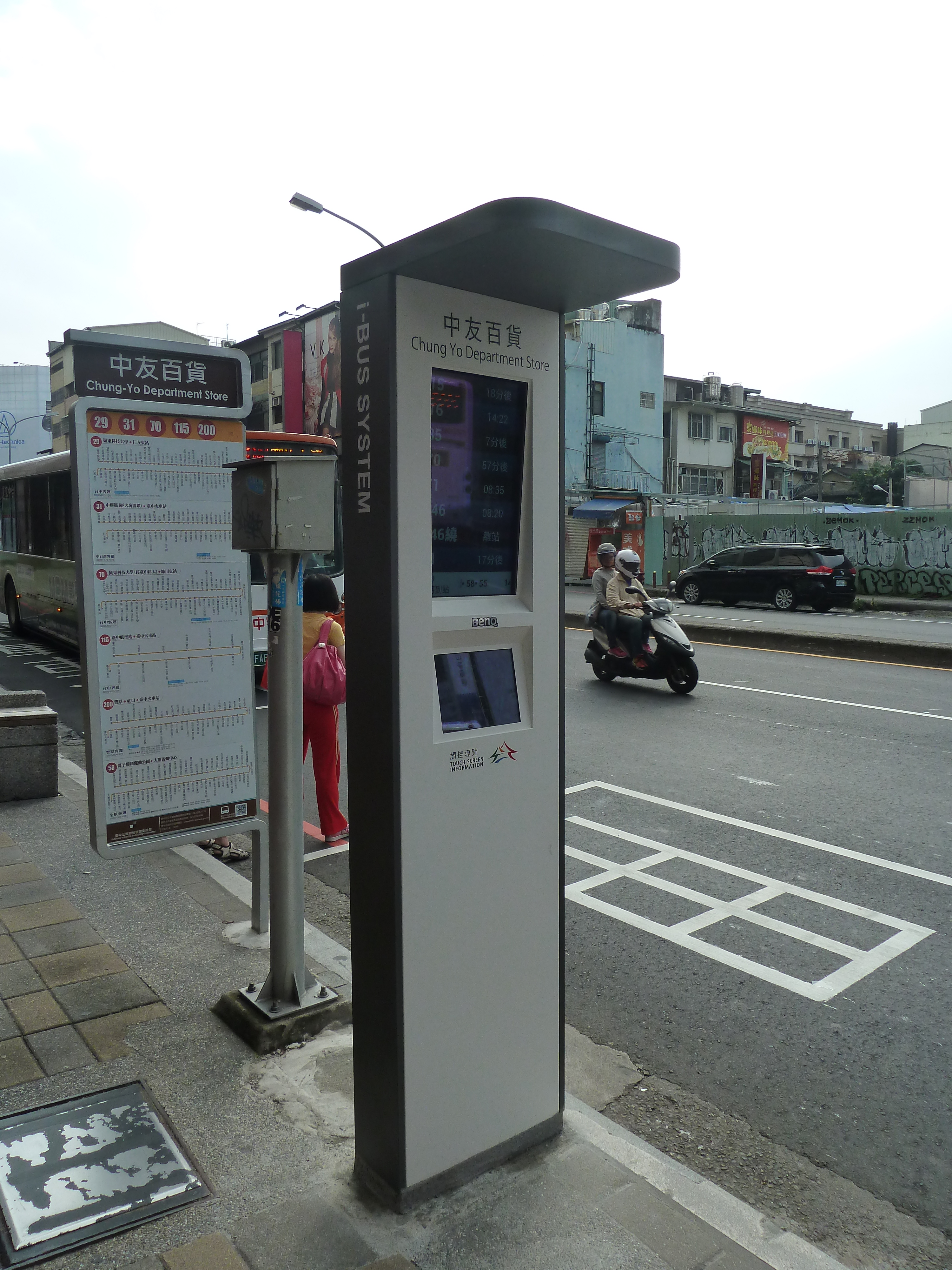
臺中市公車LCD智慧型站牌
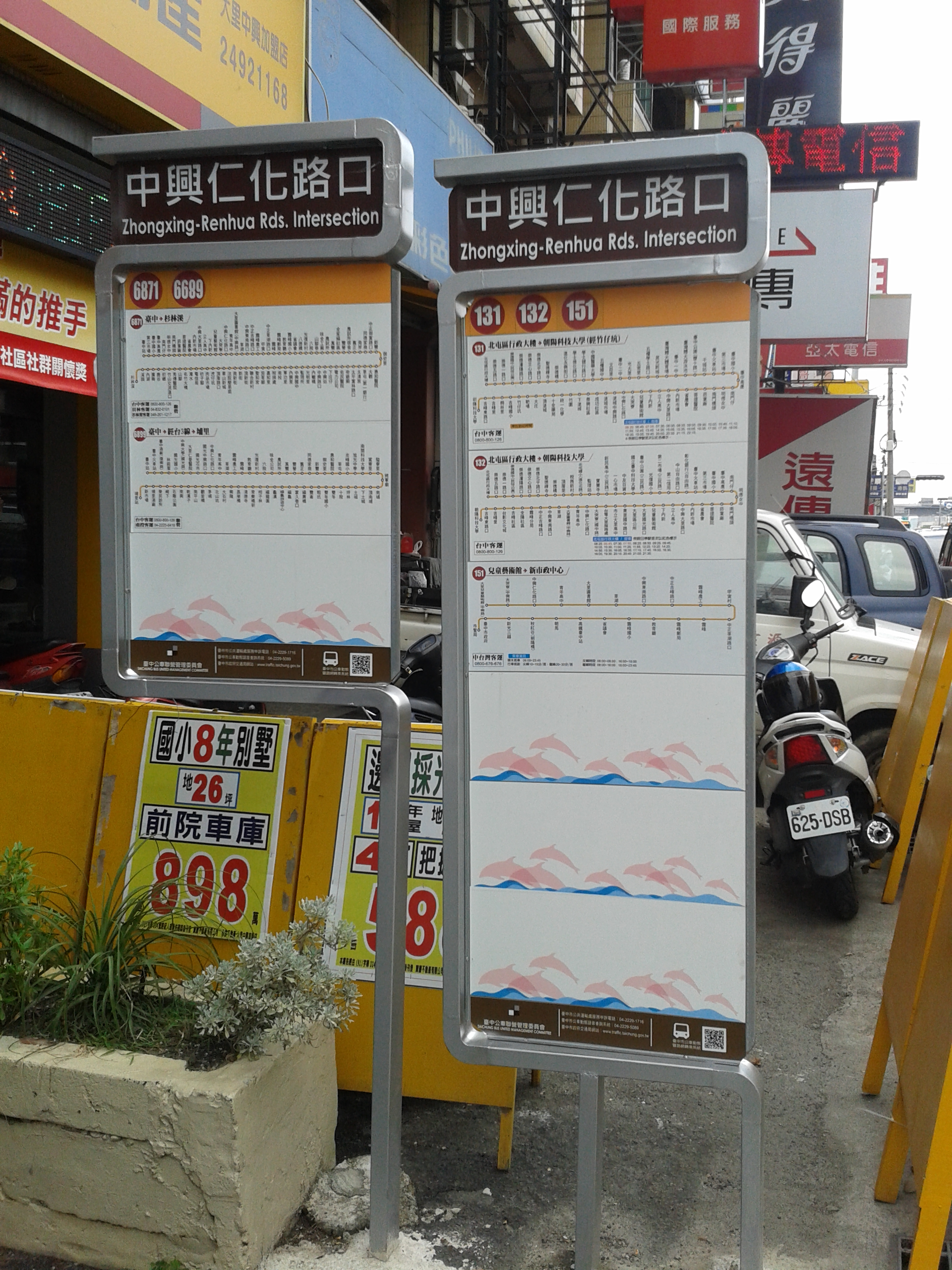
臺中市公車2013年度新式站牌

## 外部連結
| - 臺中市政府交通局 （页面存档备份，存于） - 臺中市公車動態資訊 Archive.today的存檔，存档日期2012-12-22 - 台中客運 （页面存档备份，存于） - 豐原客運 （页面存档备份，存于） - 統聯客運 （页面存档备份，存于） - 中台灣客運 （页面存档备份，存于） | - 全航客運 （页面存档备份，存于） - 東南客運 （页面存档备份，存于） - 和欣客運 （页面存档备份，存于） - 巨業交通 （页面存档备份，存于） - 四方客運 （页面存档备份，存于） - 捷順交通 （页面存档备份，存于） | - 中鹿客運 （页面存档备份，存于） - 苗栗客運 （页面存档备份，存于） - 總達客運 （页面存档备份，存于） - 國光客運 （页面存档备份，存于） - 建明客運 （页面存档备份，存于） - 睿奕交通 （页面存档备份，存于） |